# Catedral de Spoleto
El duomo de Spoleto, cuyo nombre oficial es catedral de la Asunción de María (en italiano: cattedrale di Santa Maria Assunta), es el duomo —principal lugar de culto— católico de la ciudad de Spoleto,  iglesia madre de la archidiócesis de Spoleto-Norcia.
La catedral se construyó entre 1151 y 1227 en lugar de un edificio preexistente; en el interior, en el ábside, se encuentra el valioso ciclo de frescos de Filippo Lippi Storie della Vergine Historias de la Virgen, pintados en los últimos años de vida del artista, entre mayo de 1467 y septiembre de 1469.

## Historia
La catedral de la Asunción de María fue construida en  estilo románico  en el último tercio del siglo XII para reemplazar a una iglesia preexistente de Santa Maria del Vescovato (siglos VIII-IX).
A principios del siglo XIII se levantó la fachada y se terminó el campanile. Por diseño, la fachada fue retocada varias veces, hasta que asumió la forma actual de fachada a "capanna" "choza". Por lo tanto, se puede decir que la fachada se completó, tal como ha llegado hasta hoy, en 1207, año en que se colocó y firmó el mosaico de Solsterno.
En 1491, se añadió el pórtico de la fachada de estilo renacentista, obra de Antonio Barocci y de su taller, que tuvo por fin dar mayor magnificencia a la catedral. Por ello, para su construcción se decidió intercalar entre la capilla de la Asunción y el campanile, un elemento formado por cinco arcos, rematados por un rico entablamento ornamentado y una terraza superior, que permitía exponer los iconos de la Virgen durante la fiestividad de la ciudad.
Entre los siglos XVII y XVIII, el interior de la catedral sufrió una profunda reforma de estilo barroco. En 1608, Maffeo Barberini se convirtió en arzobispo de Spoleto e inmediatamente manifestó su intención de querer cambiar el aspecto de la catedral. Más tarde se convirtió en papa con el nombre de Urbano VIII ypudo completar su obra gracias también a la ayuda de su sobrino Francesco Barberini, quien a su vez se convirtió en arzobispo de Spoleto. La basílica fue tan alterada que la nave central y los dos pasillos laterales fueron completamente reconstruidos.
Las obras de reestructuración interior sólo se completaron a finales del siglo XVIII, cuando Giuseppe Valadier se encargó de diseñar los edículos de las naves laterales, los altares principales de los transeptos y el altar mayor.

## Descripción

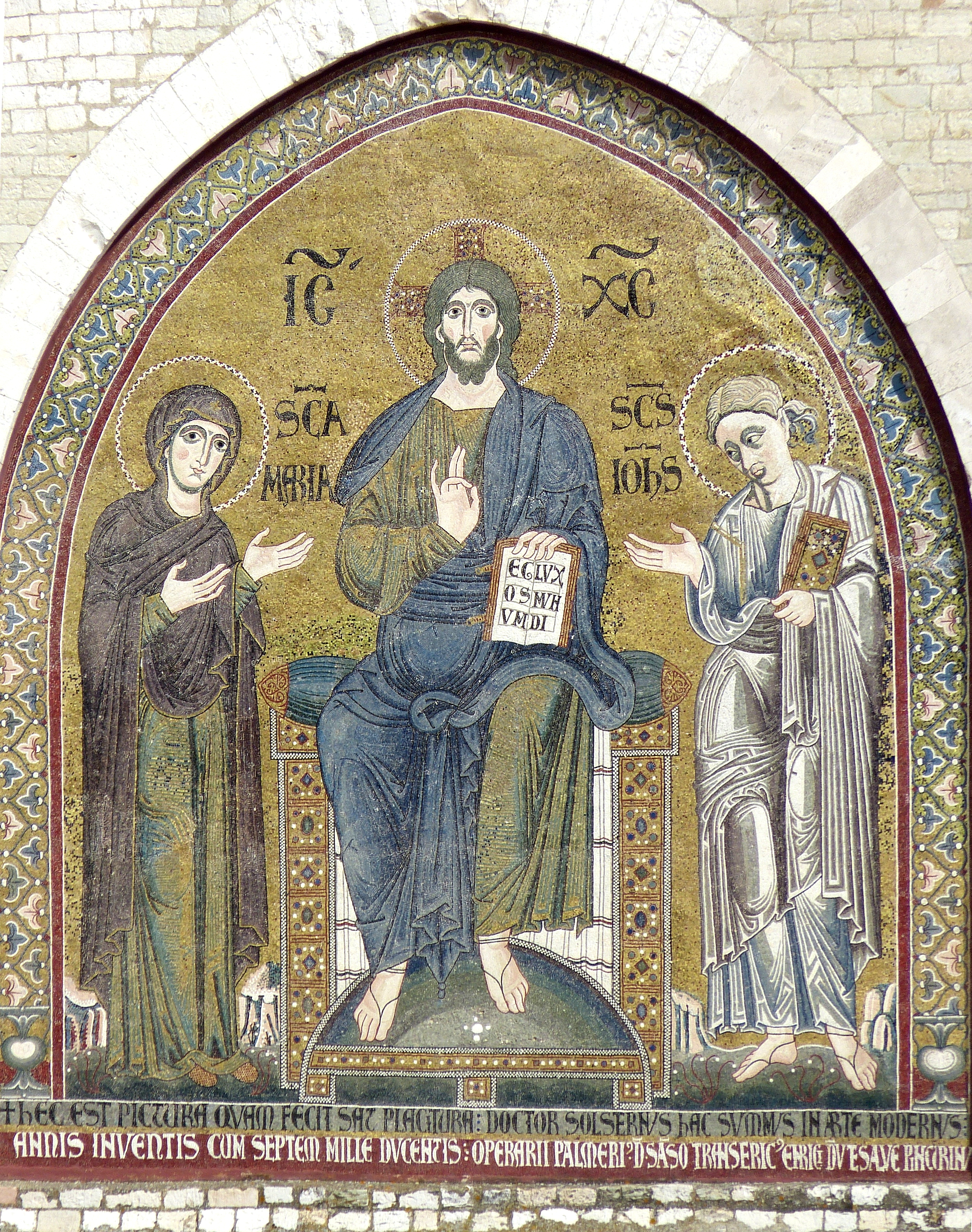
Cristo in trono fra la Madonna e San Giovanni Evangelista, Solsterno (1207)

### Exterior
La fachada de la catedral de la Asunción de María, del siglo XIII, es a dos aguas, con un paramento murario constituido por sillares de piedra.
En la parte inferior está el pórtico renacentista, construido sobre un proyecto de Antonio Barocci. Se abre al exterior con cinco arcos de medio punto intercalados con columnas corintias; a los lados, dos pequeños púlpitos dentro de hornacinas. El pórtico está coronado por una balaustrada de mármol.
La parte superior de la fachada, de estilo románico, está dividida en dos bandas superpuestas por una cornisa apoyada sobre arcos ciegos; en el orden inferior hay cinco rosetones, de los cuales el central es el más grande; en la parte superior, sin embargo, tres grandes nichos ojivales, y otros tres rosetones; en el nicho central, está el mosaico  Cristo in trono fra la Madonna e San Giovanni Evangelista  (1207). Los tres nichos ojivales, el mosaico de Solsterno y los elementos decorativos de los laterales delatan las influencias góticas de una fachada que por lo demás está en estilo románico.
A la izquierda de la fachada se levanta el campanile del  siglo XIII (reformado posteriormente) de planta cuadrada; en cada uno de los cuatro lados, en la parte superior, hay una  una bifora que da al propio campanario. El campanile termina con una aguja octogonal.

Exterior
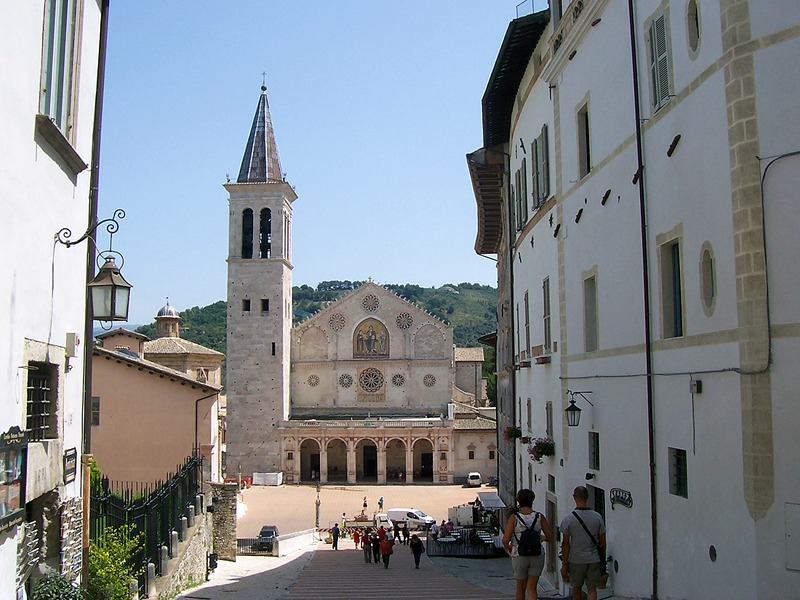
Vista de la plaza
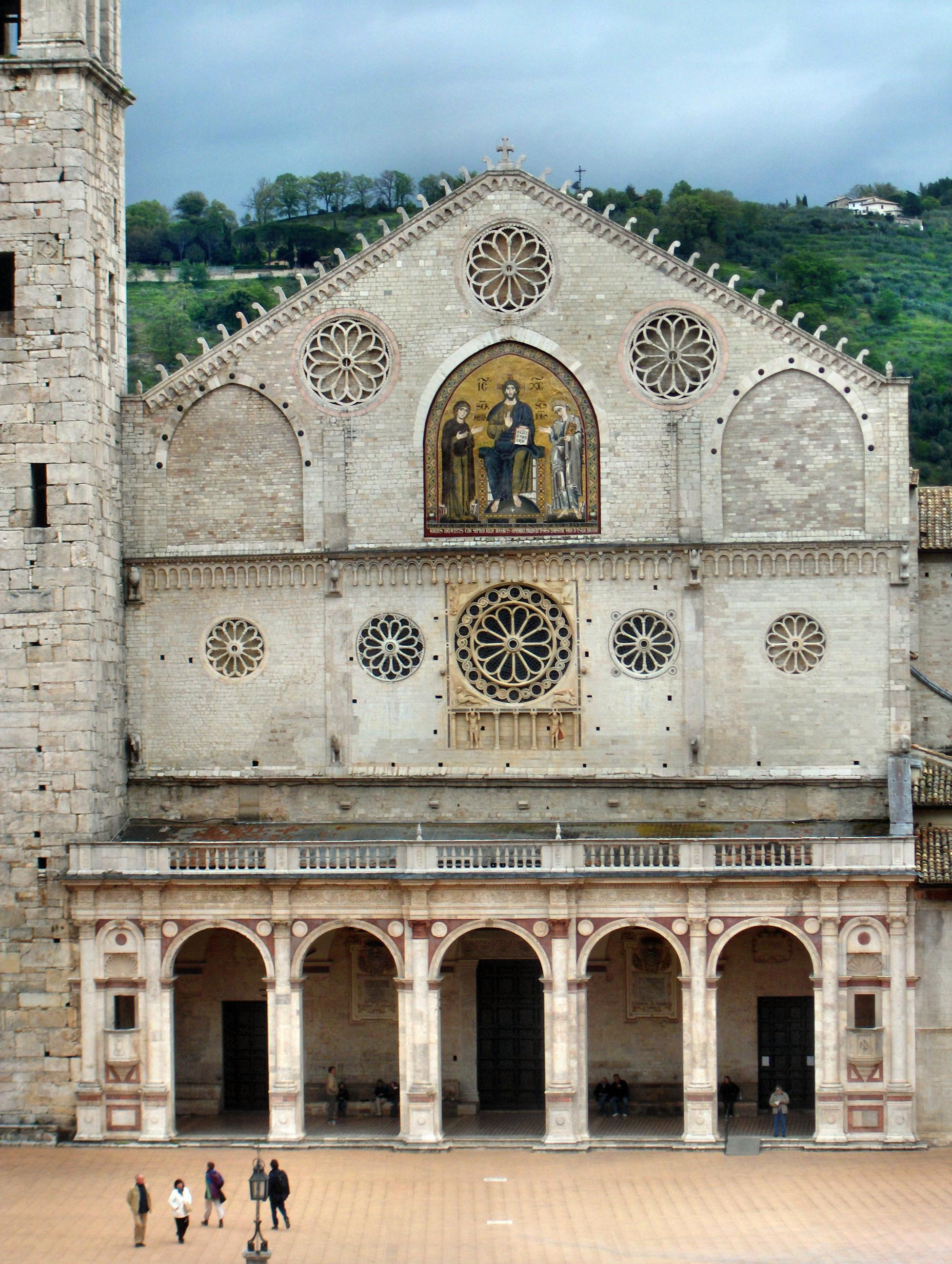
Fachada
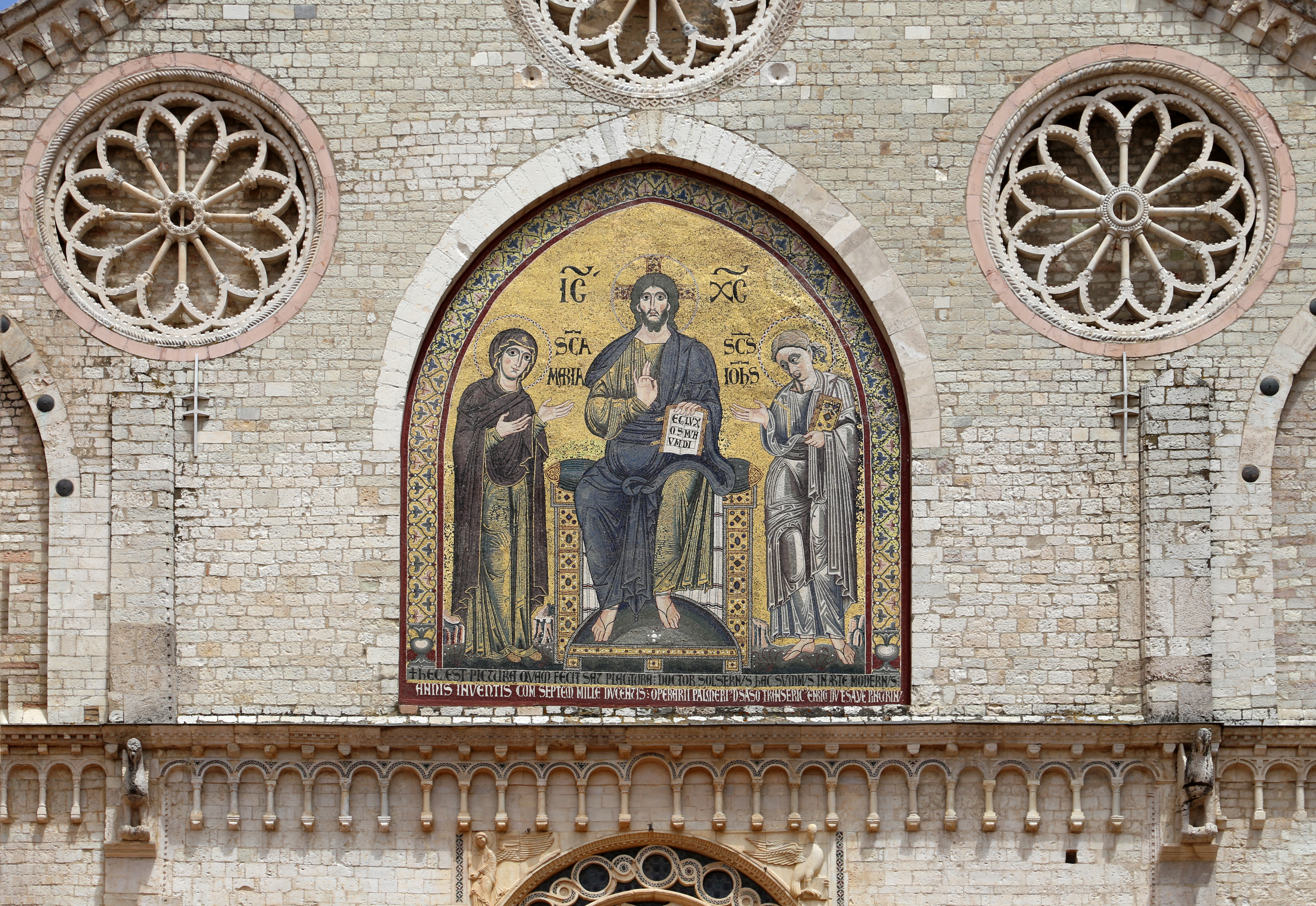
Mosaico de Cristo in trono fra la Madonna e San Giovanni Evangelista, de  Solsterno  (1207)
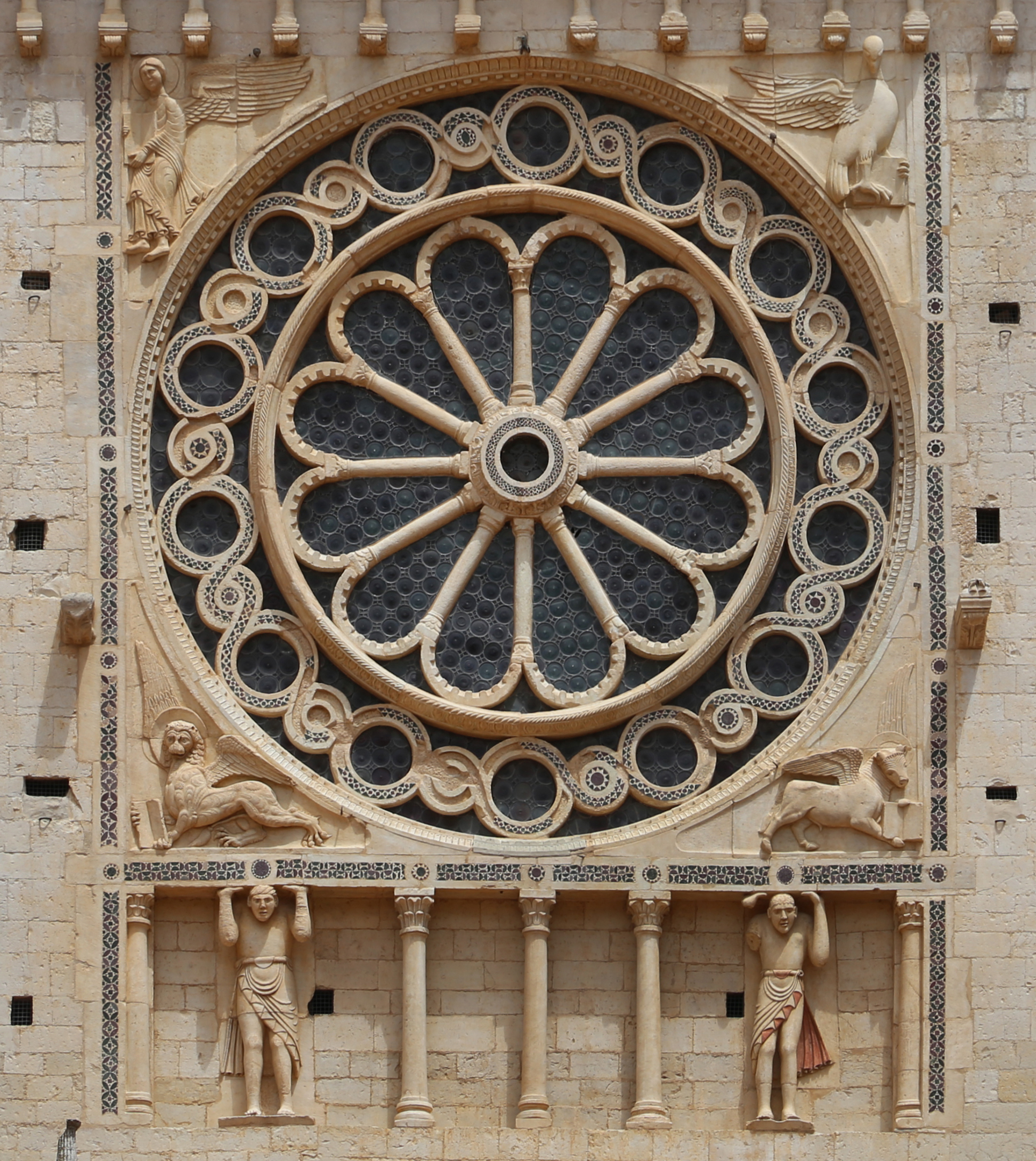
Rosetón central
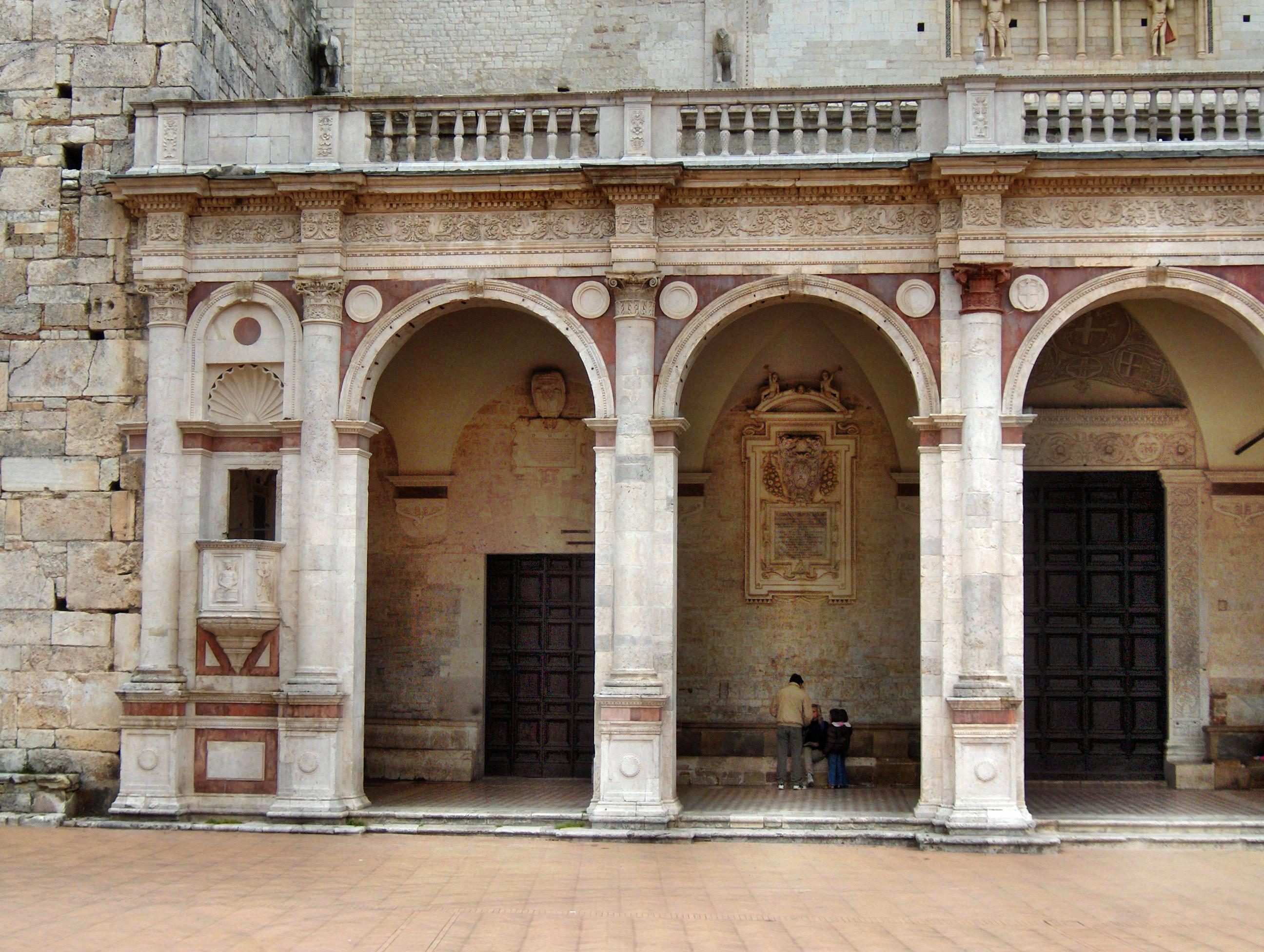
Detalle del pórtico

### Interior

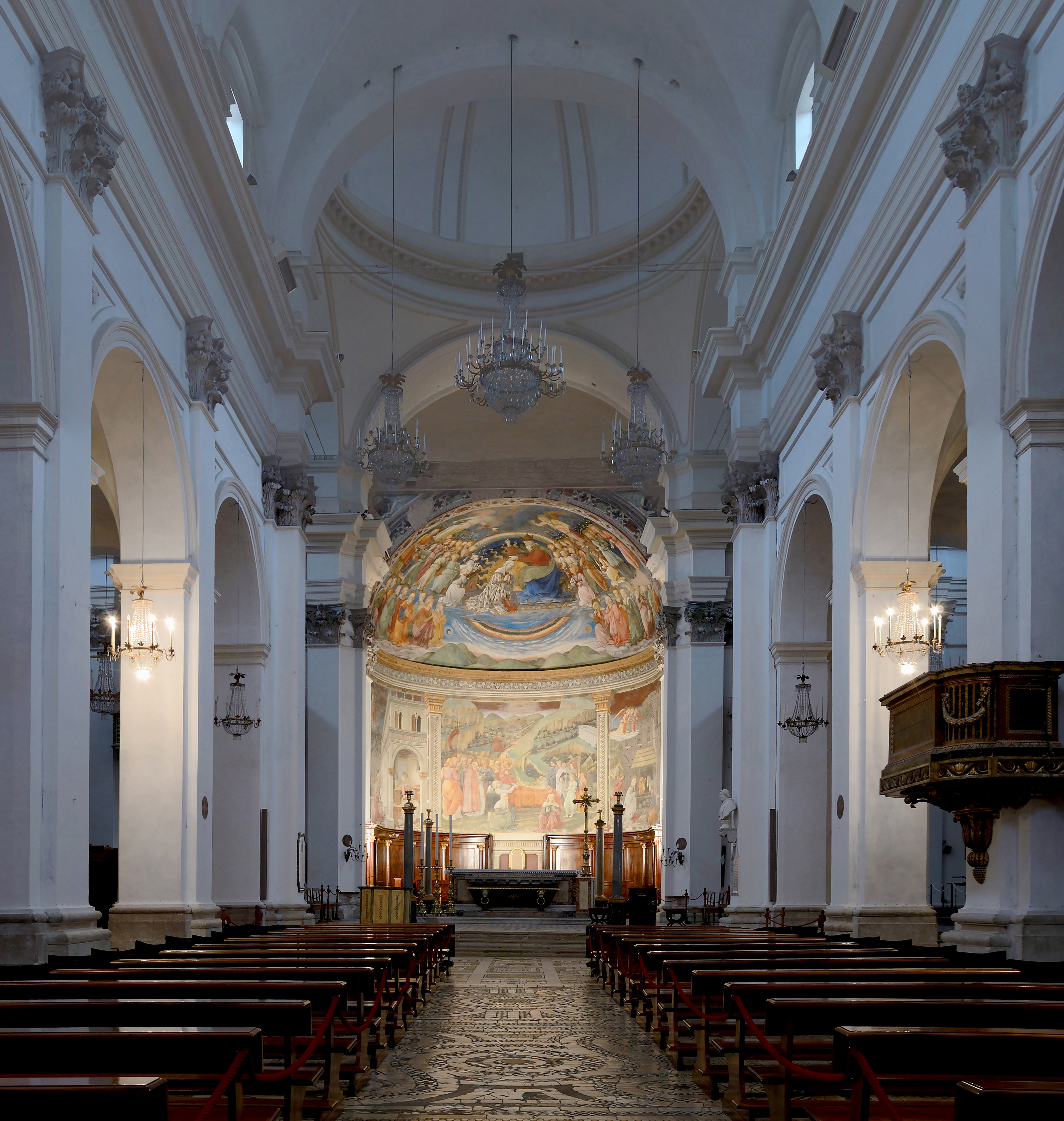
Interior.

El interior de la catedral es de estilo barroco (siglo XVII) y tiene planta de cruz latina, con tres naves de seis tramos cada una, transepto, ábside semicircular y  cúpula sin tambor para cubrir el crucero. En las dos naves laterales se abren numerosas capillas añadidas a finales del siglo XVIII por Giuseppe Valadier.
La nave central y el transepto se cubren con bóveda de cañón con lunetos, mientras que las naves laterales lo están con bóveda de crucería.
En la contrafachada, debajo del rosetón central, hay una gran placa conmemorativa de las restauraciones del siglo XVII, encargadas por los Barberini. 

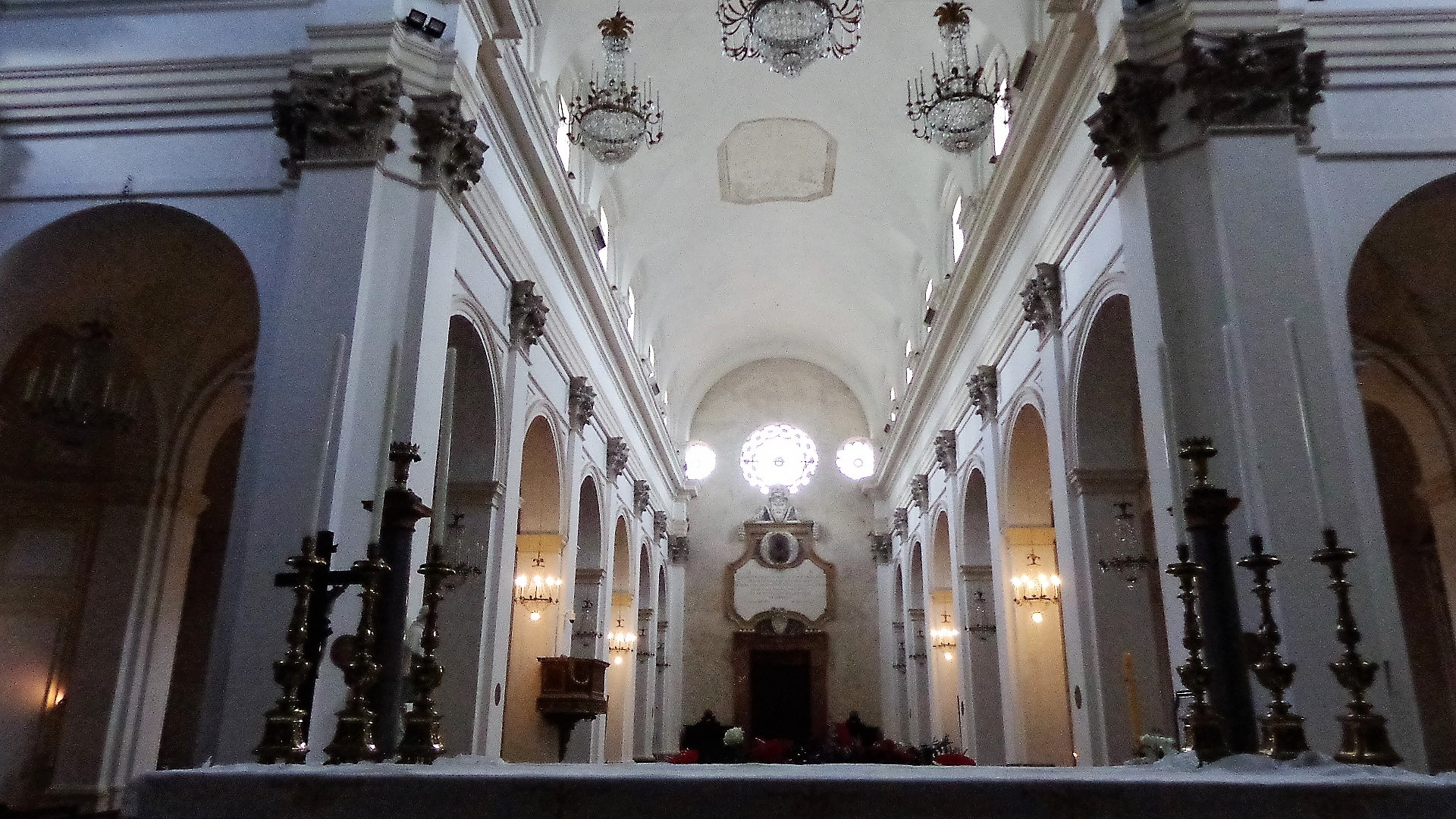
Nave central y contrafachada
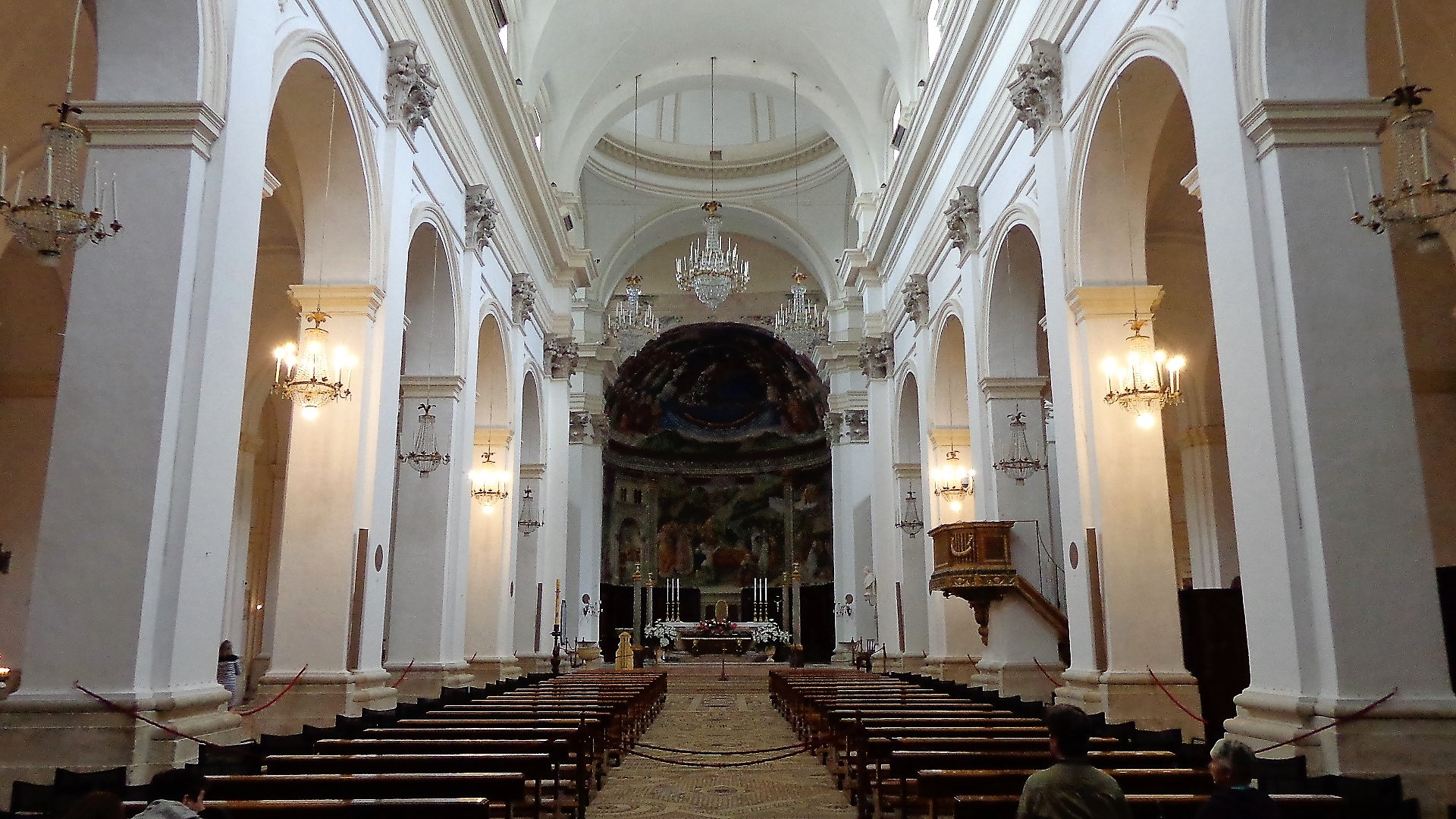
Nave central y crucero
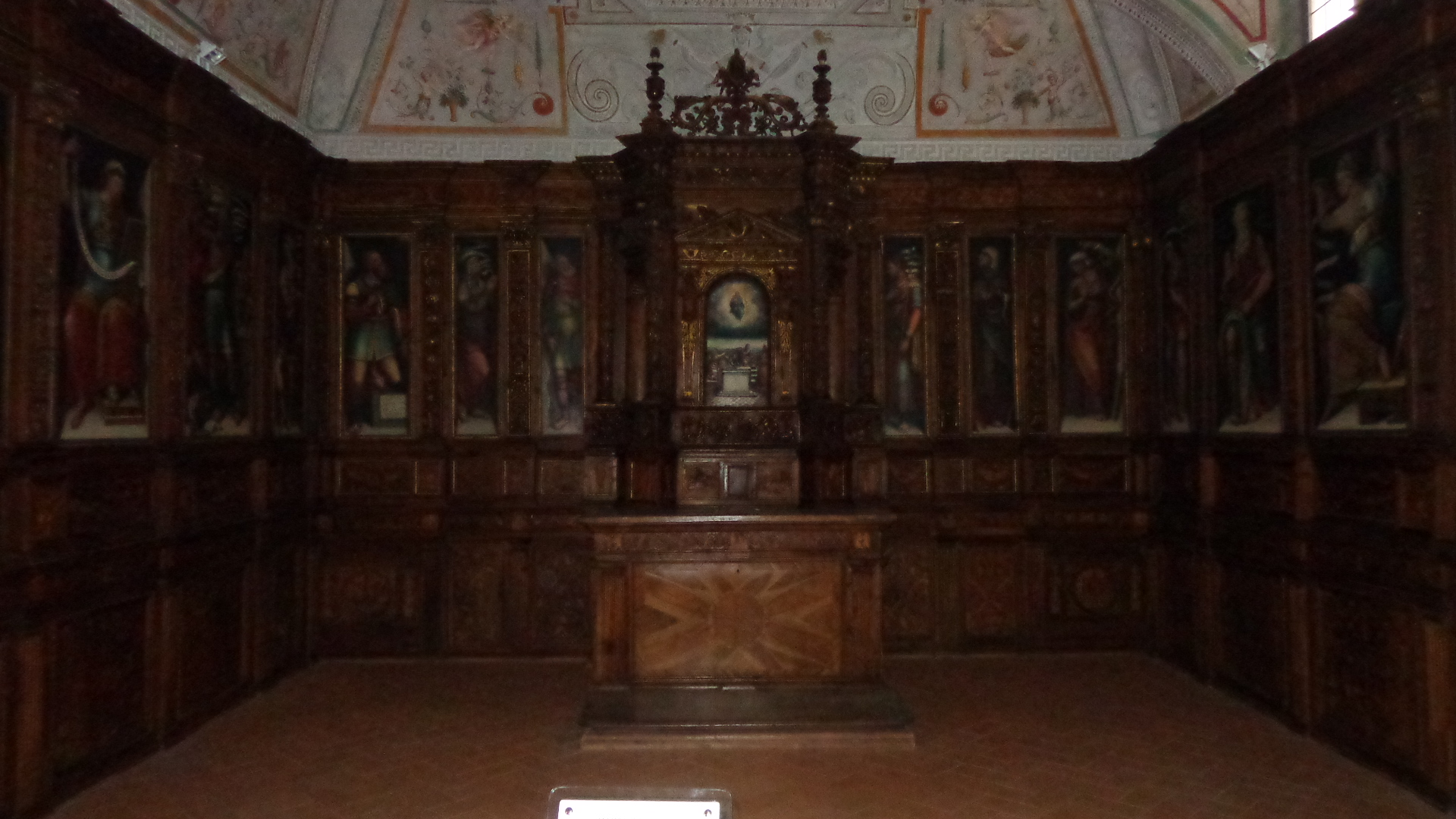

#### Presbiterio

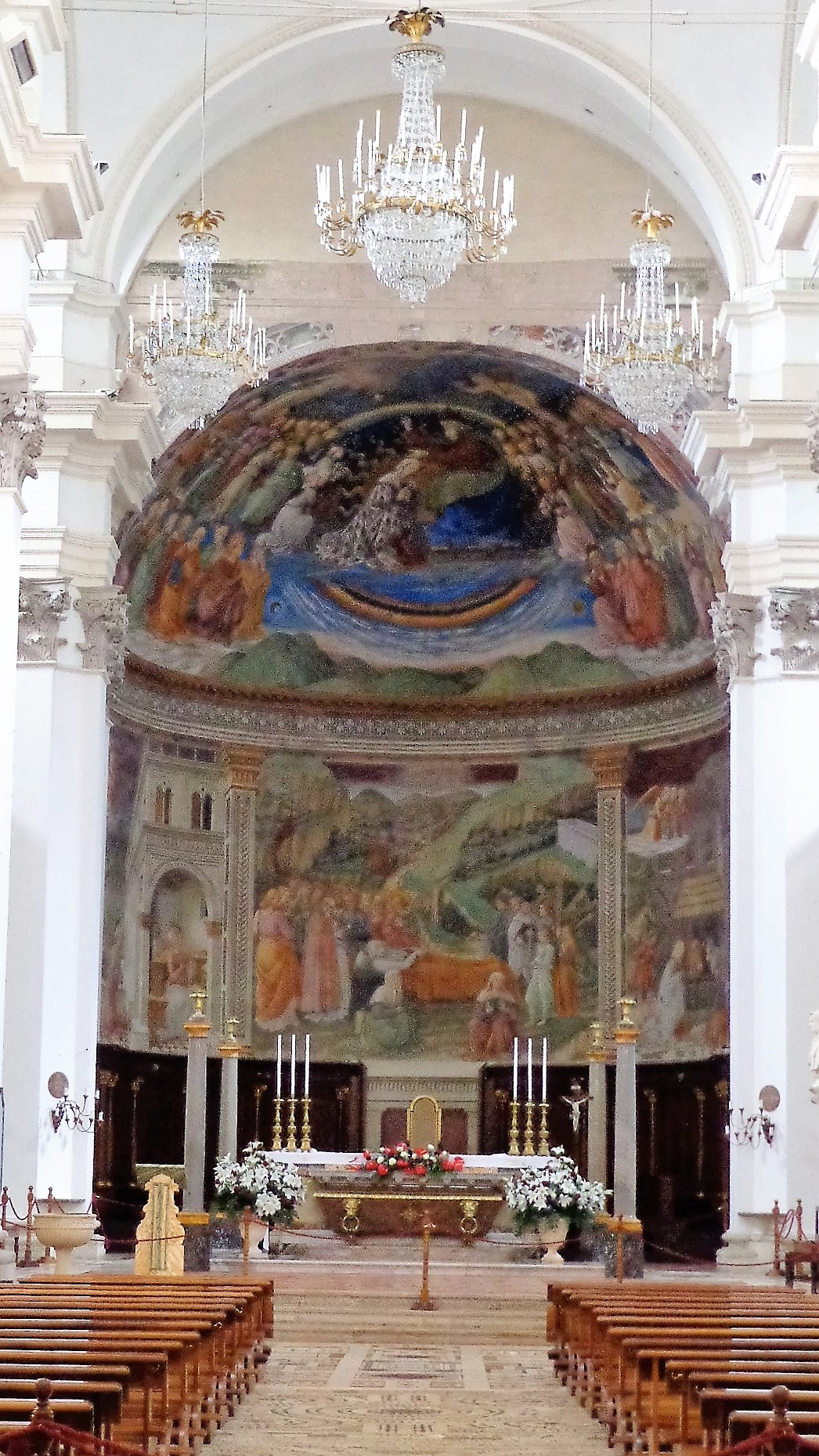
Los frescos del de Filippo Lippi.

Más allá del crucero, alineado con la nave central, está el ábside del  siglo XV, con los valiosos frescos de Filippo Lippi (1467-1469) que representan las Storie della Vergine.
En particular se encuentra, de izquierda a derecha y luego en la parte superior:
- Annunciazione
- Dormitio Virginis
- Natività
- Incoronazione

En el centro del presbiterio se encuentra el altar mayor en mármoles policromados, obra de Giuseppe Valadier, flanqueado por cuatro altas columna-candelabro.
En el pavimento frente al altar mayor se encuentra la lápida sepulcral de Pietro Gaddi da Forlì, antiguo obispo de Spoleto.
Los dos brazos del transepto terminan con altares de finales del siglo XVIII, también obra de Giuseppe Valadier. El de la derecha lleva una tabla de Annibale Carracci de finales del siglo XVI, que representa a la  Madonna della Manna d'Oro con i santi Francesco e Dorotea.

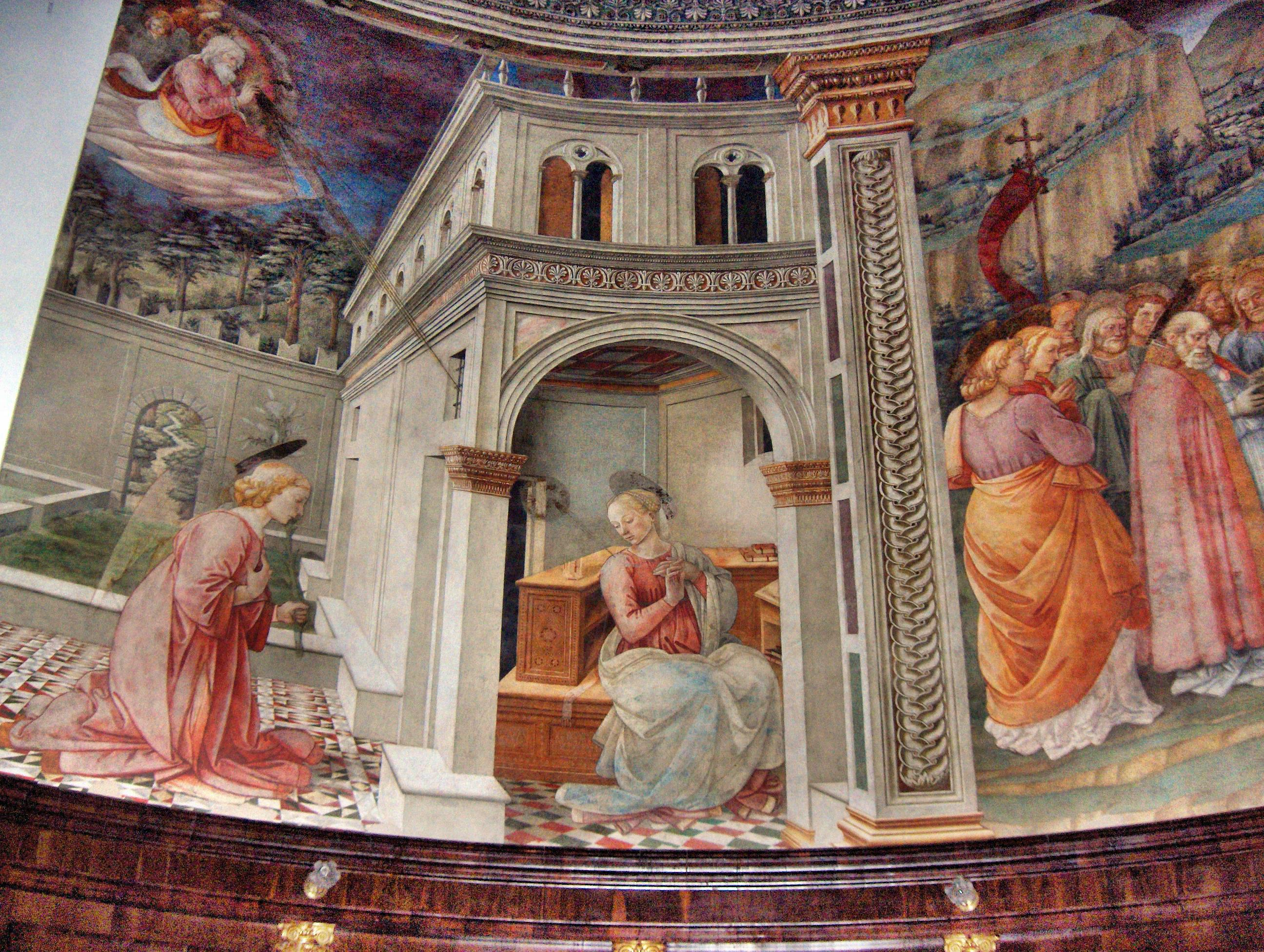
Annunciazione
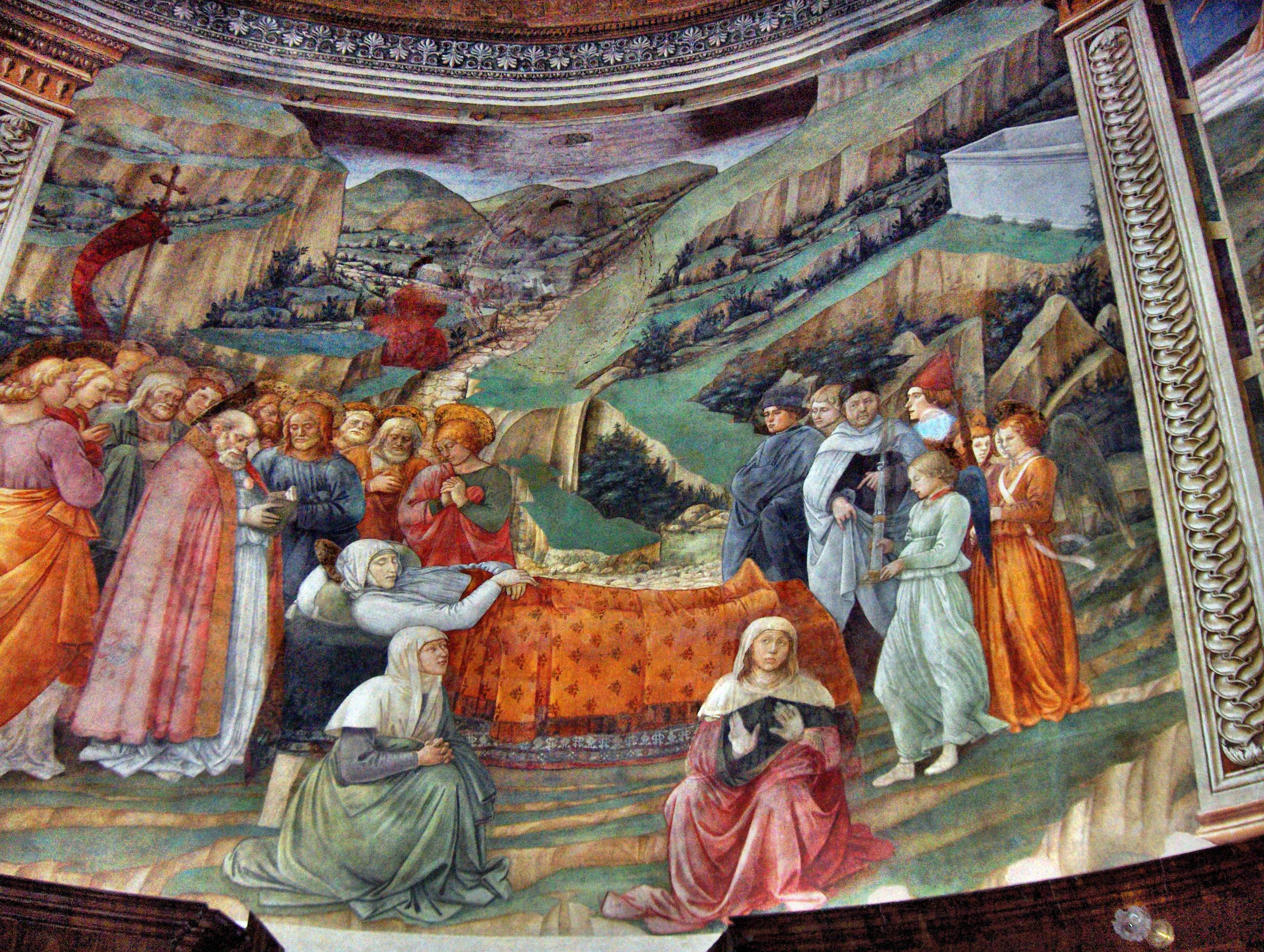
Dormitio Virginis
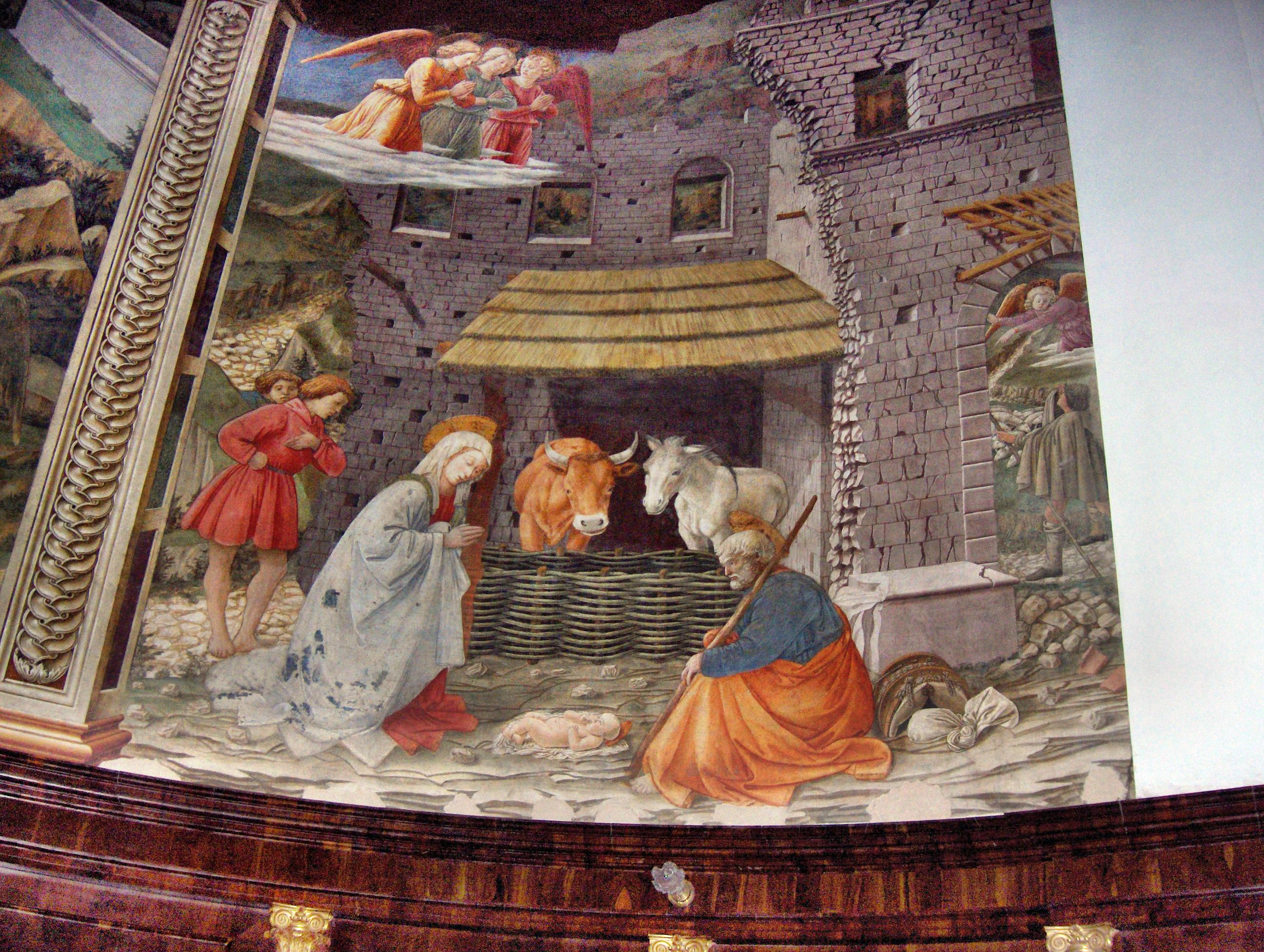
Natività
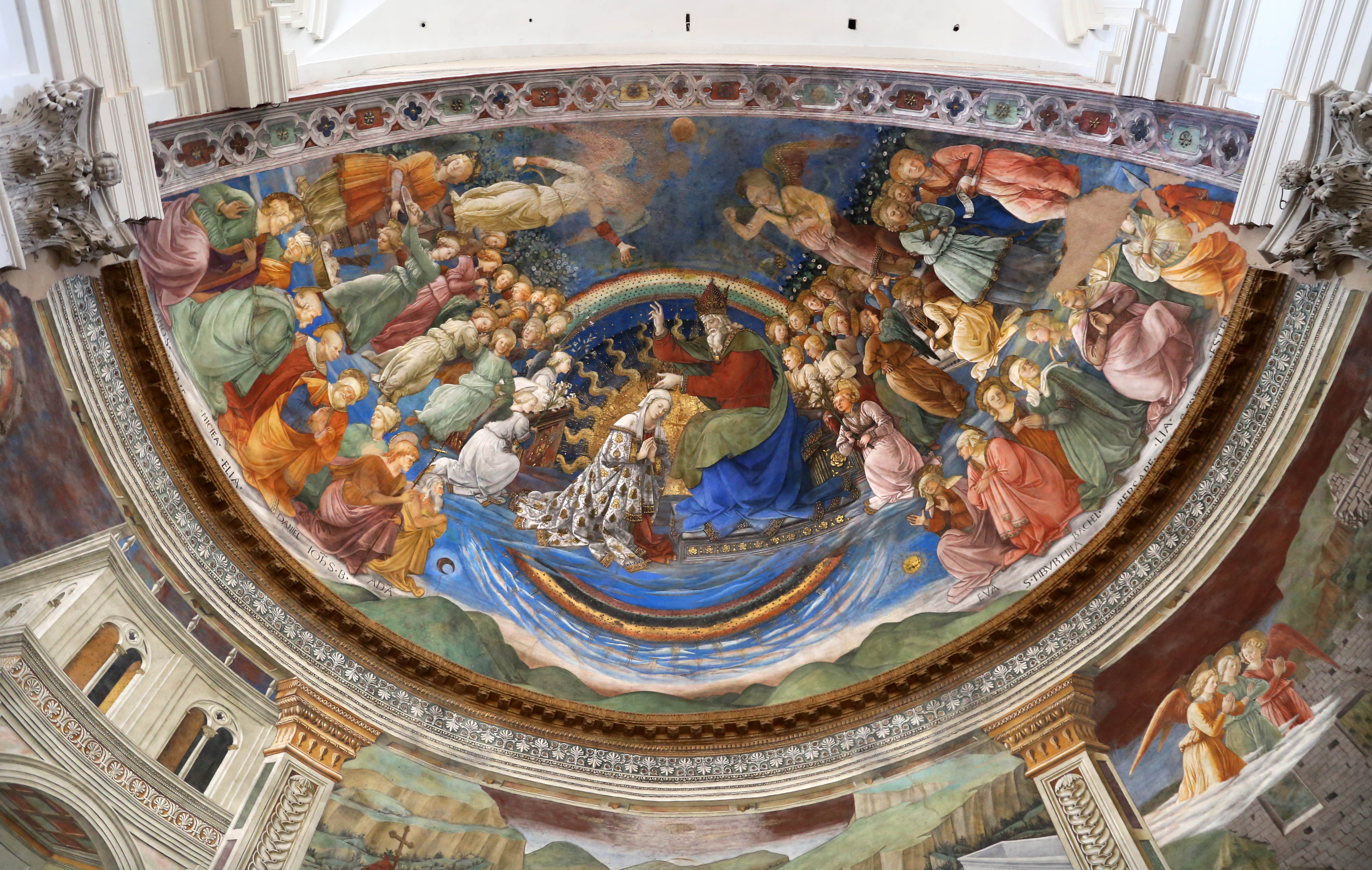
Incoronazione

### Las capillas
En el interior hay numerosas capillas; los altares de mármol policromado y piedras semipreciosas  (ágatas, cornalinas, jaspes,  lapislázulis) de las naves laterales y del transepto están dispuestos de forma simétrica y especular. Así como el altar mayor son obra de Giuseppe Valadier, arquitecto neoclásico, por encargo del papa Pío VI.

#### Nave lateral derecha

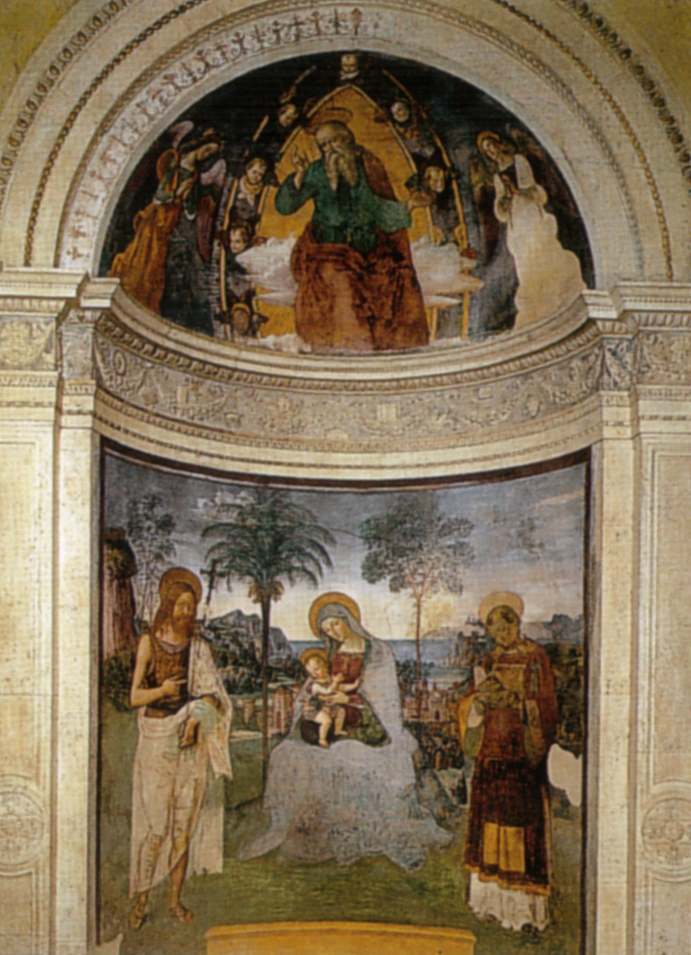
Capilla del obispo Eroli, frescos de Pinturicchio, 1497

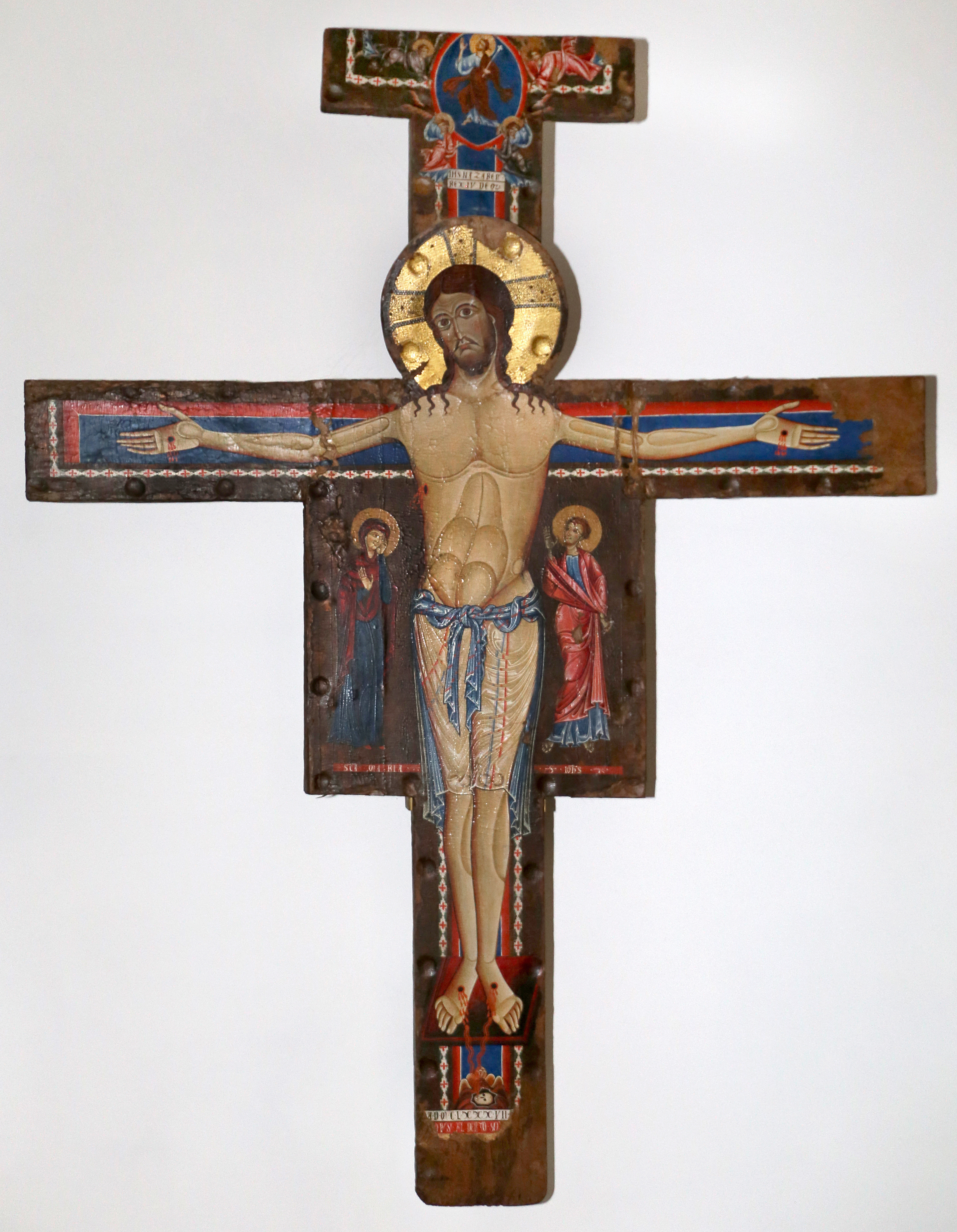
Alberto Sotio, Crocifisso, 1187

- Primer tramo: pasaje de acceso a la Cappella del vescovo Eroli.  Sala utilizada hasta 1845 como baptisterio, con valiosos frescos de Pinturicchio, obras realizadas en 1497, salas ahora utilizadas como entrada y taquilla. Desde una capilla sepulcral de los Eroli adyacente se accede a la  Cappella dell'Assunta, iniciada por  Costantino Eroli y terminada por su sucesor Francesco Eroli. En la pared principal hay un lienzo que representa a la Madonna Assunta venerata dal vescovo Eroli y, más externamente, la Crocifissione con i dodici Apostoli e San Giovanni Battista, obras de Jacopo Siculo.[Fo. 1] La pila bautismal, en mármol de Carrara de forma octogonal con representaciones de la Natività, Circoncisione, Visita dei Re Magi, Purificazione, Fuga in Egitto,  Disputa co' Dottori, Battesimo, Circoncisione.[Fo. 2]
- Segundo tramo: Cappella della Deposizione.[Fo. 3] Arquitectura de  Giuseppe Valadier[Fo. 4] delimitada por columnas coronadas por un  tímpano triangular. En las cofias, un par de querubines sostienen una corona de espinas. El edículo alberga la pintura que representa la Deposizione di Gesù Cristo, obra de  Domenico Sorit.
- Tercer tramo: Cappella di Sant'Andrea Avellino. Arquitectura de Giuseppe Valadier[Fo. 4] delimitada por lesenas y semicolumnas rematadas por un tímpano arqueado. Sobre las cofias una pareja de querubines sostienen una cruz entre vasijas con llamas. El edículo alberga el cuadro que representa la Morte di Sant'Andrea Avellino, obra de Bernardino Nocchi.
- Cuarto tramo: Cappella della Visitazione. Arquitectura de Giuseppe Valadier[Fo. 4] delimitada por columnas coronadas por un tímpano triangular. Sobre las cofias una pareja de querubines sostienen una corona. El edículo alberga el cuadro que representa la Visitazione della Beata Vergine Maria a Santa Elisabetta, obra de Giovanni Alberti.[Fo. 5]
- Quinto tramo: Cappella del Beato Gregorio. Arquitectura de Giuseppe Valadier[Fo. 4] delimitada por lesenas y semicolumnas rematadas por un tímpano arqueado. Sobre las cofias una pareja  de querubines sostienen una cruz entre vasijas con llamas. El edículo alberga la pintura que representa al Angelo porge il Sacro Chiodo al Beato Gregorio, obra de Pietro Abruzzi.[Fo. 5]

- Sexto tramo: pasaje de acceso a la Cappella del Santissimo Crocifisso. Sala del siglo XVII que alberga el Crocifisso, obra de Alberto Sotio (1187), pintado sobre pergamino insertado sobre un soporte de madera, bello ejemplo de Christus triumphans. Reliquia deJuan Pablo II.

#### Nave lateral izquierda

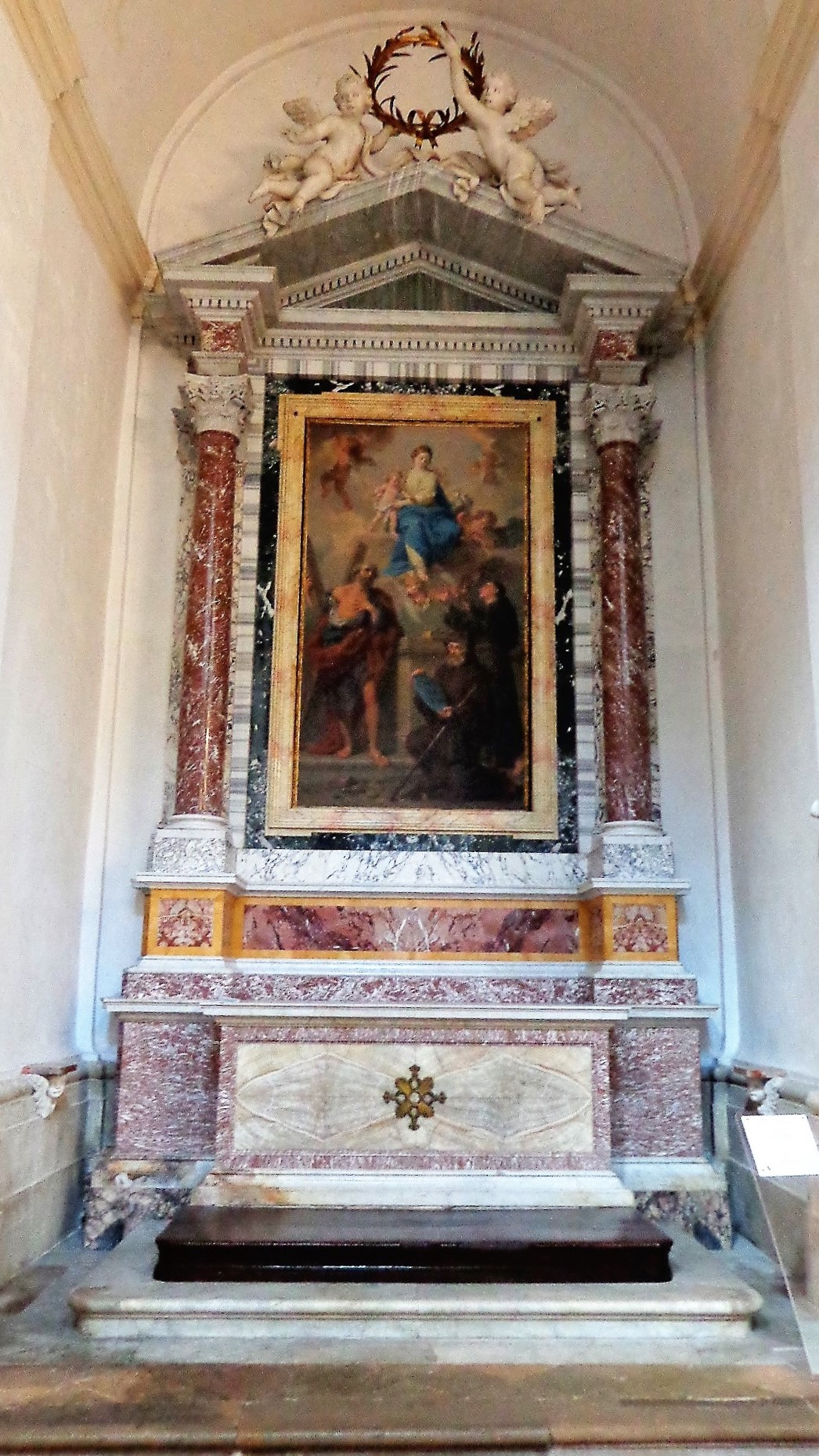
Cappella di Sant'Andrea Apostolo

- Primer tramo: sala dedicada a Santa Rita da Cascia. Simulacro que representa a Santa Rita da Cascia.

- Segundo tramo: Cappella di Sant'Andrea Apostolo. Arquitectura de Giuseppe Valadier[Fo. 4] delimitada  por columnas coronadas por un tímpano triangular. Sobre el cimacio una pareja de querubines sostienen una corona. El edículo alberga la pintura que representa a la Beata Vergine Maria retratada entre Sant'Andrea Apostolo, san Francisco de Paula y sant'Antonio di Padova, obra de Jacopo Alessandro Calvi.
- Tercer tramo: Cappella della Presentazione. Arquitectura de Giuseppe Valadier[Fo. 4] delimitada por lesenas y semicolumnas rematadas por un tímpano arqueado. Sulle cimase una coppia di putti sorregge una croce fra vasotti con fiamme. L'edicola custodisce il dipinto raffigurante la Presentazione della Beata Maria Vergine al tempio, opera di Antonio Cavallucci da Sermoneta.[Fo. 6]
- Cuarto tramo: Cappella di Sant'Antonio di Padova. Arquitectura de Giuseppe Valadier[Fo. 4] delimitada da colonne sormontate da timpano triangolare. Sulle cimase una coppia di putti sorregge una corona di stelle. L'edicola con nicchia custodisce la statua in gesso raffigurante Sant'Antonio di Padova.
- Quinto tramo: Cappella degli Angeli.[Fo. 7] Arquitectura de Giuseppe Valadier[Fo. 4] delimitada da lesene e semicolonne sormontate da timpano ad arco. Sulle cimase una coppia di putti sorregge una croce fra vasotti con fiamme. L'edicola custodisce il dipinto raffigurante l'Angelo Custode.

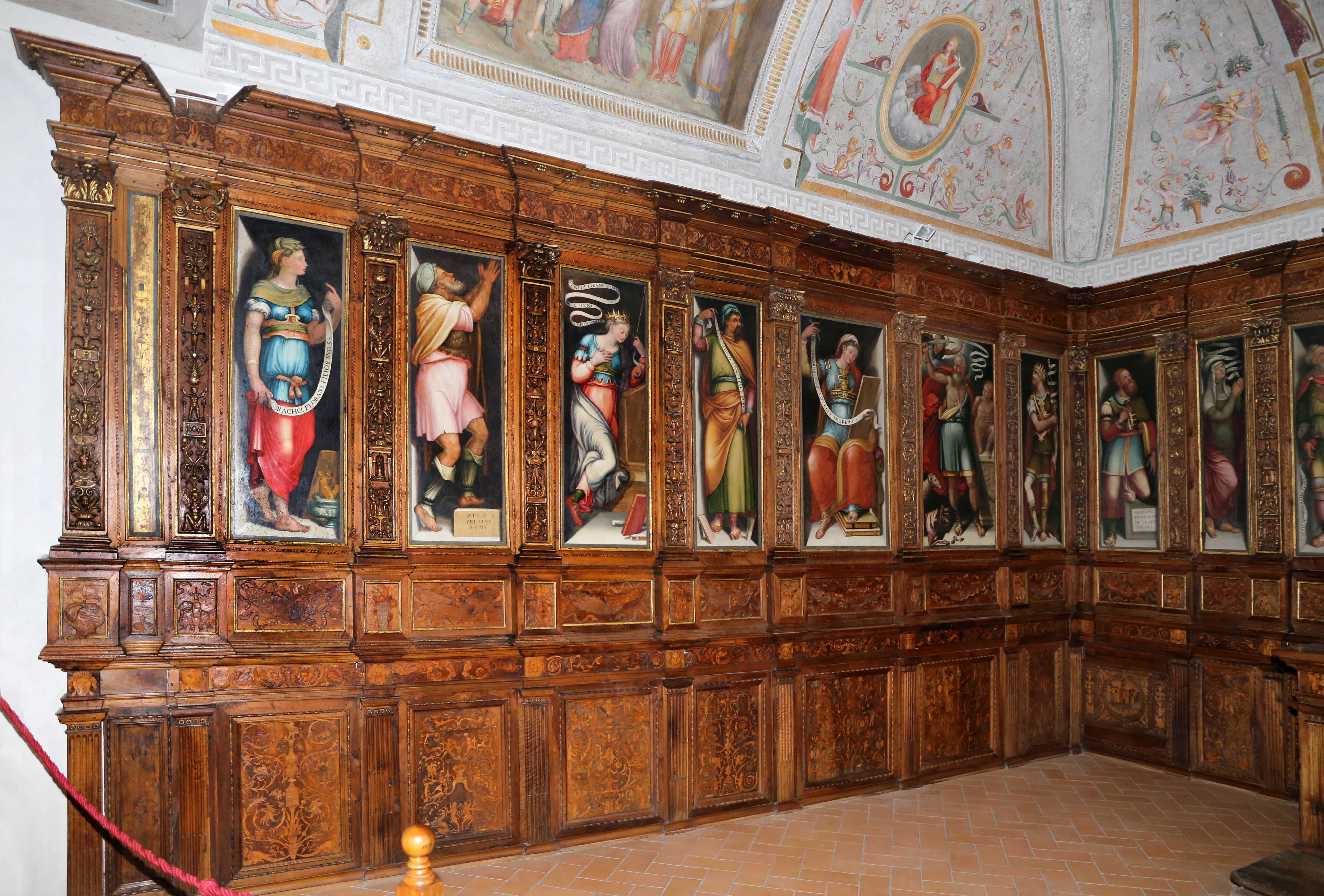
Cappella delle Reliquie, armadi di Giovanni Andrea di Ser Moscato e Damiano di Mariotto, 1548-54, con profeti e sibille di Francesco Nardini (1553-60)

- Sexto tramo: varco d'accesso alla Cappella delle Reliquie.[Fo. 7] Ambiente del 1542 - 1554 perfezionato con l'architettura di Giuseppe Valadier.[Fo. 4] Dipinto Deposizione di Gesù Cristo, opera di Pietro Abruzzi. L'ambiente presenta un notevole Armadio delle Reliquie intagliato da Giovanni Andrea di Ser Moscato, con Storie della Vergine affrescate sulla volta da Francesco Nardini, entrambi dello stesso periodo. Nella cappella si trova anche una lettera autografa di San Francesco d'Assisi indirizzata a frate Leone, risalente al 1222 e conservata entro un tabernacolo - tempietto del XIX secolo.

### Transepto

#### Brazo derecho
- Cappella della Madonna della Manna d'oro. Arquitectura de Giuseppe Valadier[Fo. 4] delimitada da colonne in pietra con capitelli fitomorfi, all'interno dell'incasso colonne marmore sormontate da arquitrabe. Sulle elementi aggettanti è collocata una coppia di angeli con le ali spiegate che sorregge un medaglione riproducente l'emblema dell'Ordine francescano. El edícula alberga el cuadro que representa a la Madonna della Manna d'oro retratada con san Francisco de Asís y santa Dorotea, obra de Annibale Carracci.[Fo. 8]
  - En la pared izquierda está el monumento funerario de Filippo Lippi, obra encargada por Lorenzo de' Medici conocido como el Magnífico con una inscripción deAngelo Poliziano.[Fo. 9]
  - En la pared derecha y adosado se encuentra el monumento funerario de Giovan Francesco Orsini, obra de Ambrogio Barocci.[Fo. 10]
    - Monumento funerario de Fulvio Orsini, obispo de Spoleto de 1563 a 1581.[Fo. 11]

#### Brazo izquierdo
- Cappella di San Ponziano. Arquitectura de Giuseppe Valadier[Fo. 4] delimitada  por columnas de piedra con capiteles fitomórficos, all'interno dell'incasso colonne marmore sormontate da architrave. Sobre los salientes hay una pareja de ángeles con las alas extendidas que sostienen un medallón que reproduce el lema de la Orden Franciscana. El edículo alberga la pintura que representa a San Ponziano risparmiato dai leoni, obra de Cristoforo Wtterperghen.[Fo. 12]
  - En la pared izquierda está el monumento funerario del cardenal Basilio Pompilj.
  - La pared derecha alberga el cuadro que representa a la Beata Vergine Maria retratada entre el  papa Clemente I y yl Beato Gregorio.

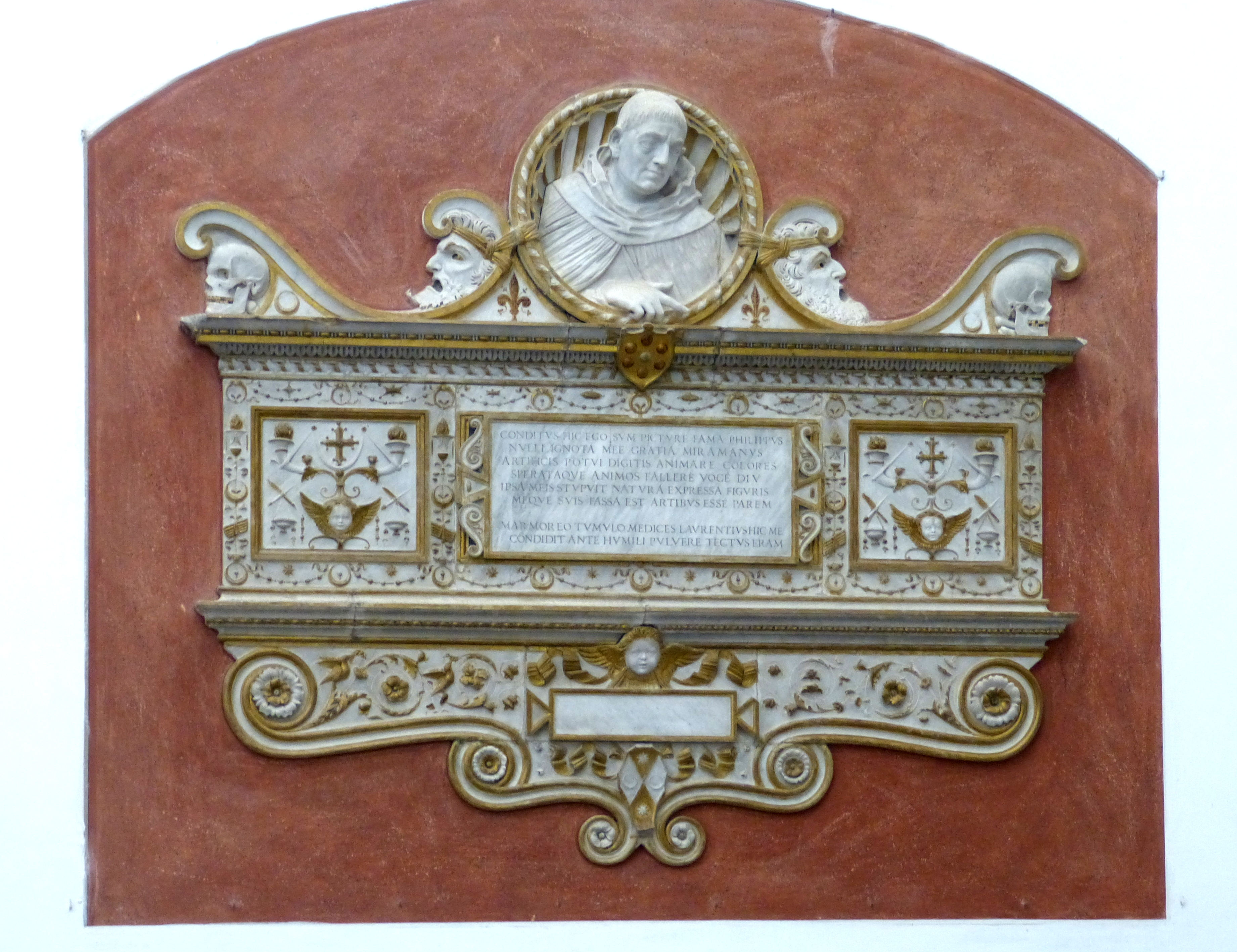
Monumento funerario de Filippo Lippi
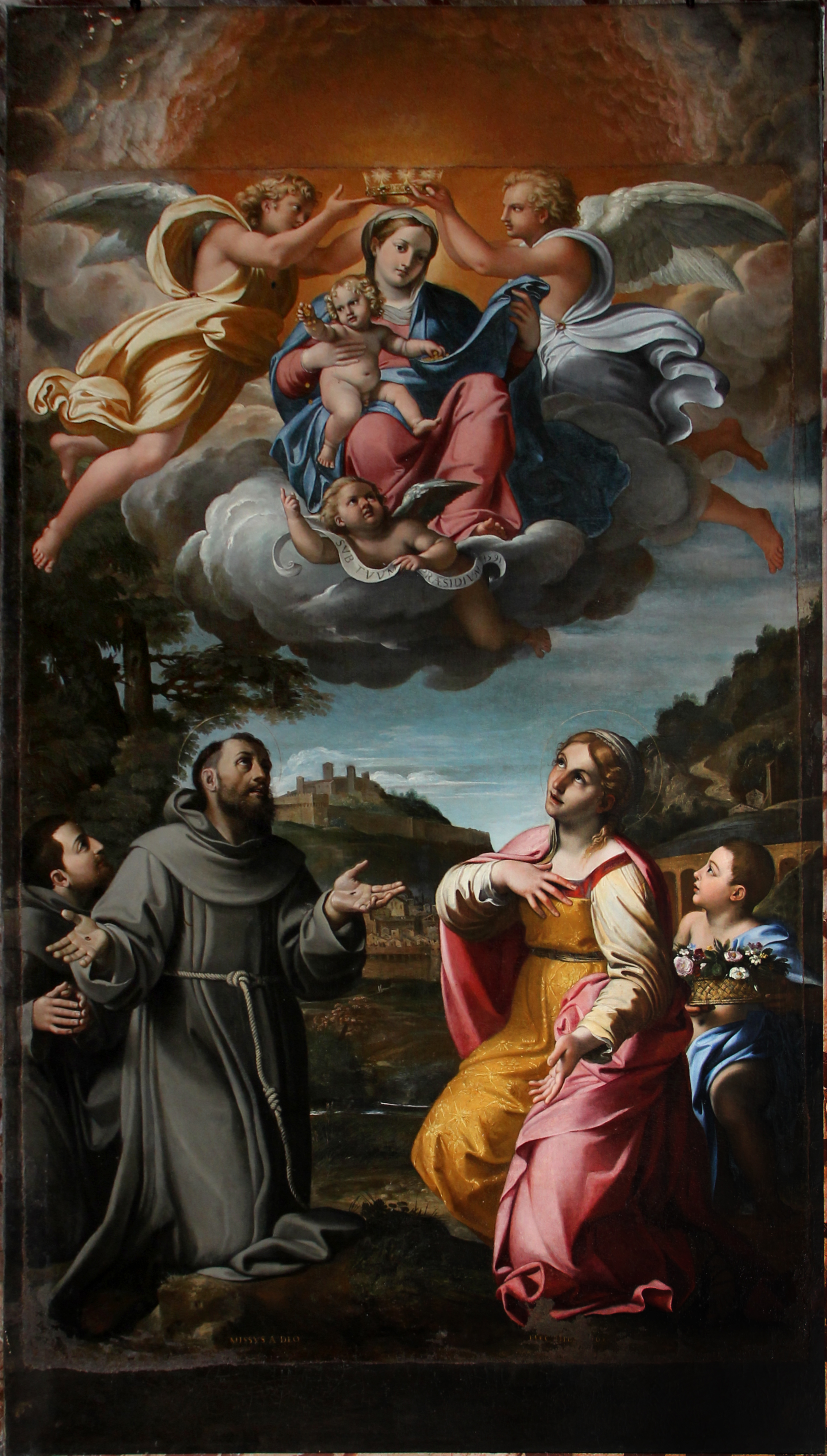
Madonna della Manna d'oro,  retratada con San Francesco d'Assisi y Santa Dorotea, de Annibale Carracci
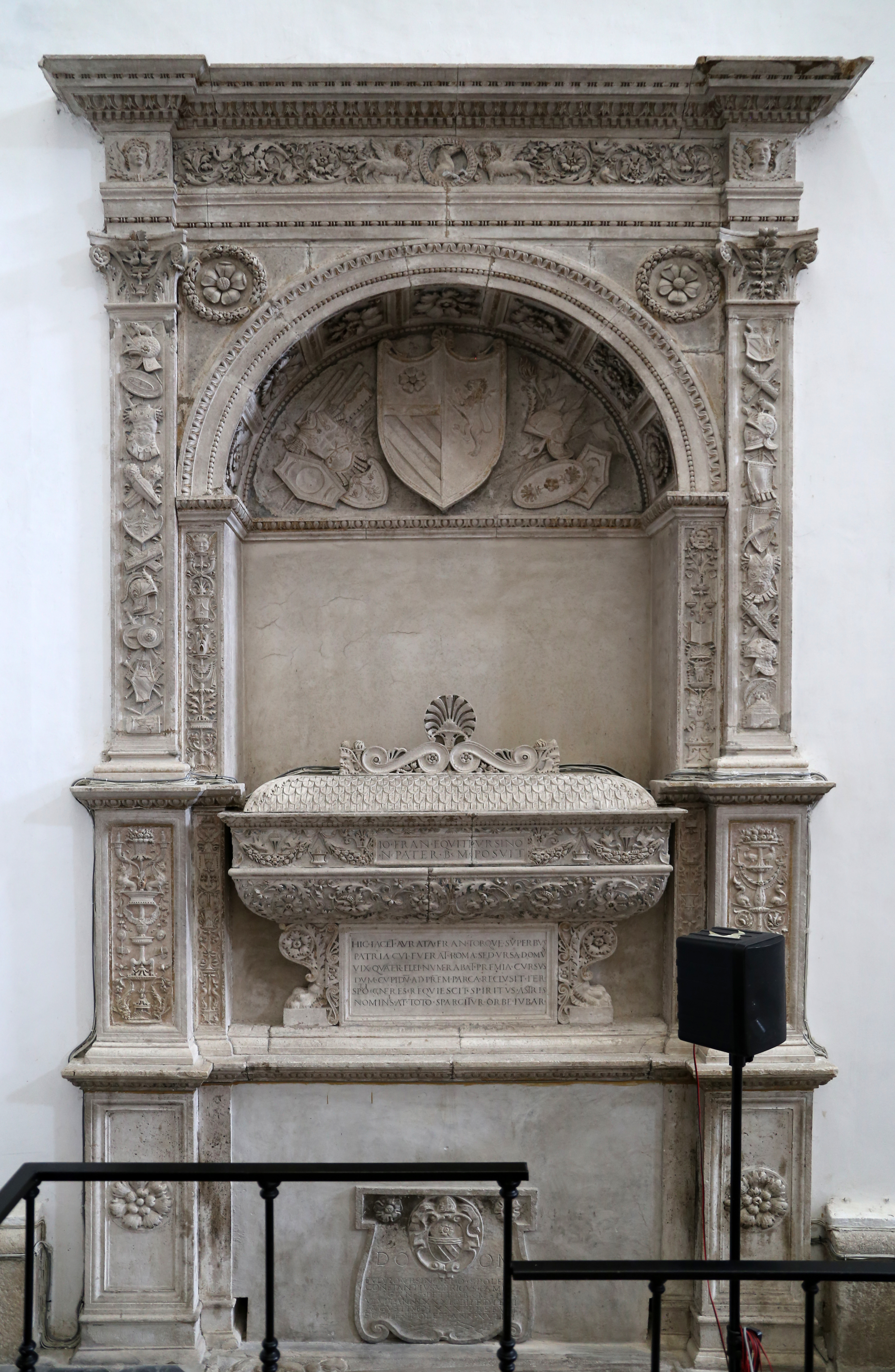
Ambrogio Barocci, monumento funerario de  Giovan Francesco Orsini, 1499-1500

#### Absidiolo derecho
- Cappella della Santissima Icone.[Fo. 13]  Sala patrocinada por la familia Mauri con arquitectura del siglo XVII de Giovan Battista Mola y pinturas que representan historias de la Beata Vergine Maria, obras de la escuela romana. El sobrealzado presenta columnas estriadas rematadas por un doble tímpano triangular, superpuesta, quebrada y simétrica, una estela intermedia con una inscripción delimitada por puttini y volutas, cerrada en la parte superior por un tímpano arqueado y cruz apical. La calota interior de la cúpula presenta una rica retícula y rosetones en estuco dorado. En las hornacinas laterales rehundidas, estatuas coronadas indican el centro del edículo donde, bajo la representación del paráclito, se encuentra el Icone bizantino de los siglos XI-XII donado por Federico Barbarroja en 1185  a la ciudad como señal de reconciliación, después de haberla saqueado treinta años antes. La capilla está adornada con estucos, frescos y un tabernáculo de varios artistas. La estatuas fueron realizadas por Alessandro Algardi, los bustos representan a los comitentes Andrea Mauri y Livia Zucconi da Camerino.[Fo. 14]

Absidiolo  derecho
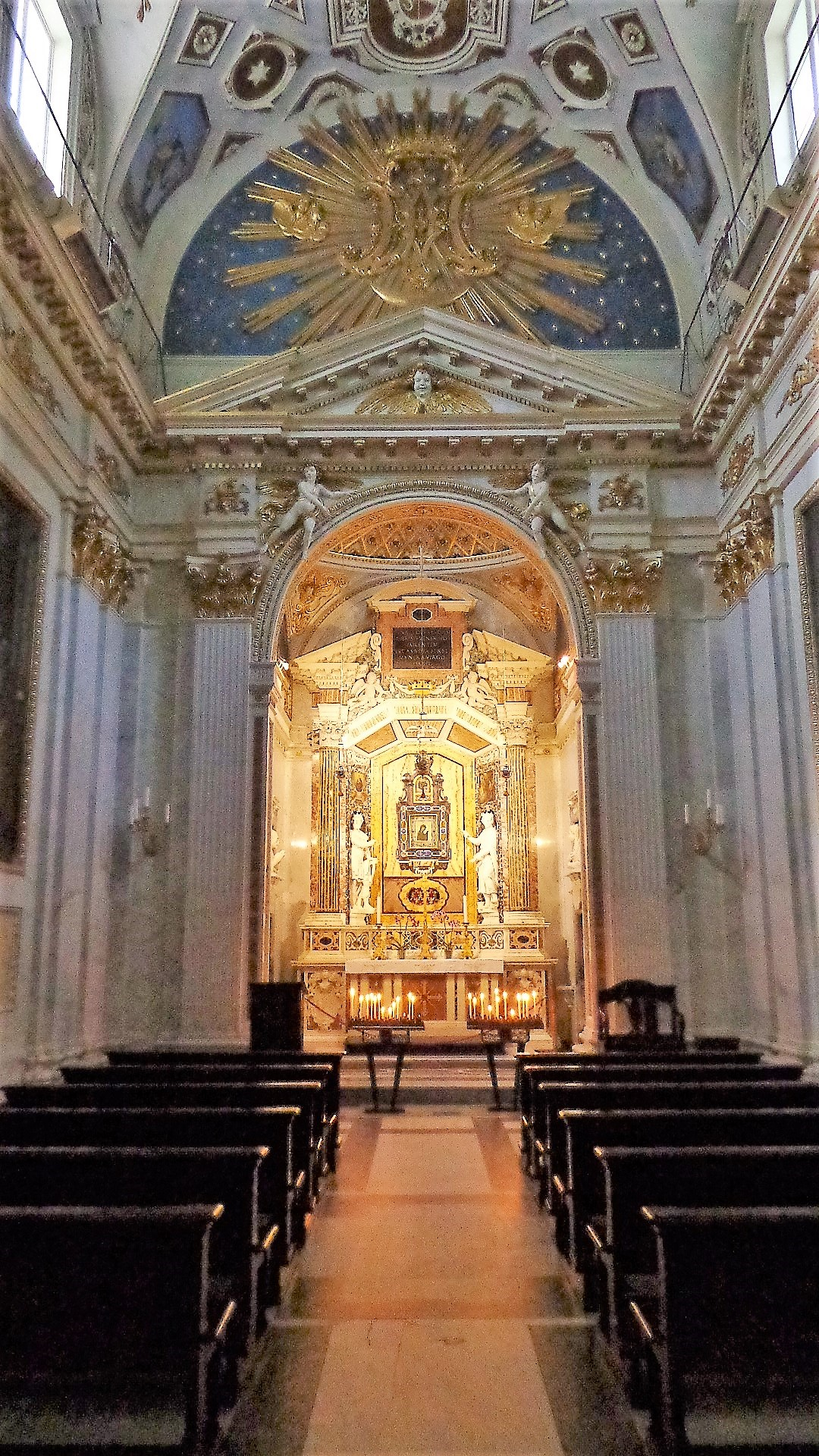
Cappella della Santissima Icone.
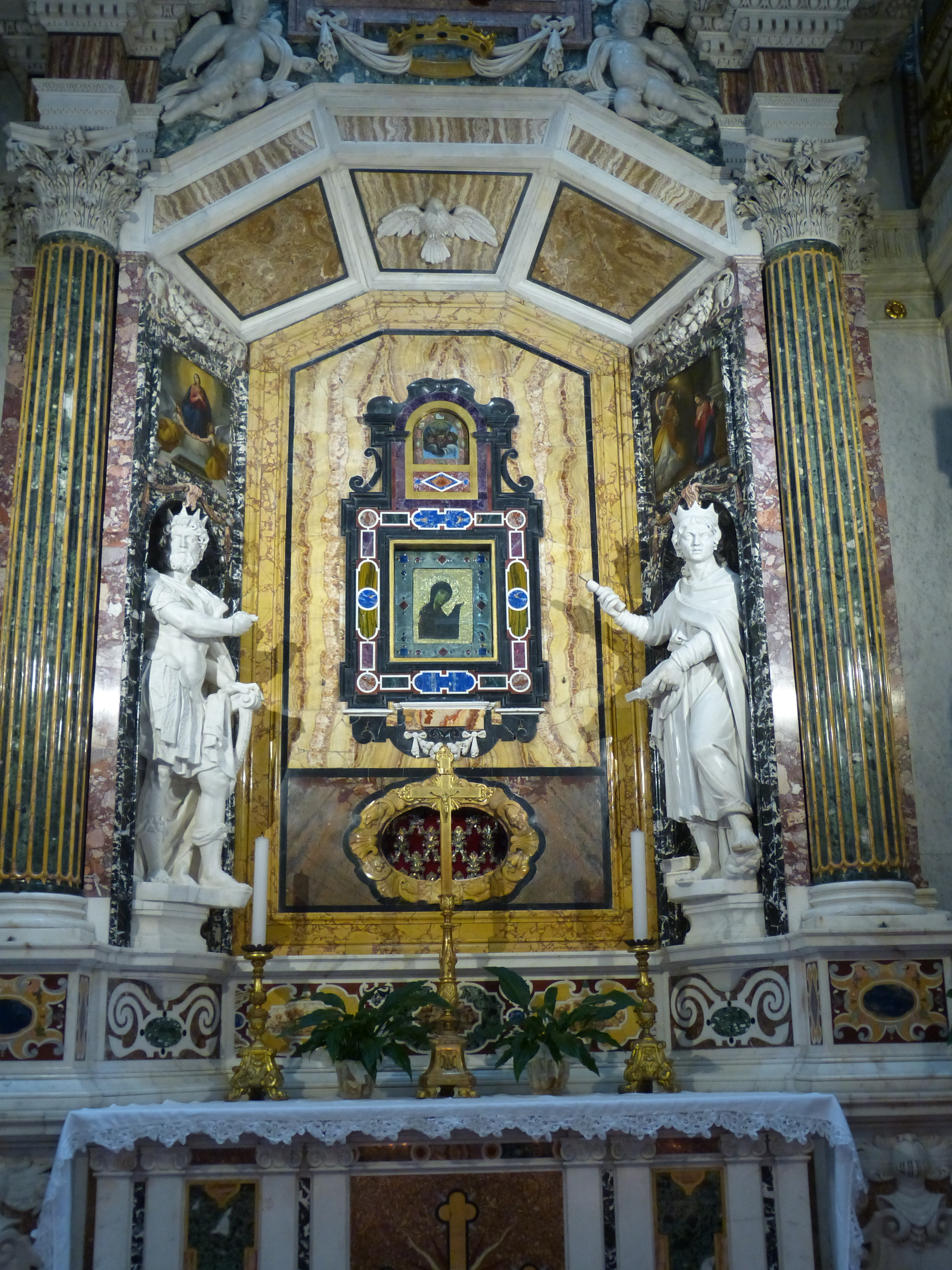
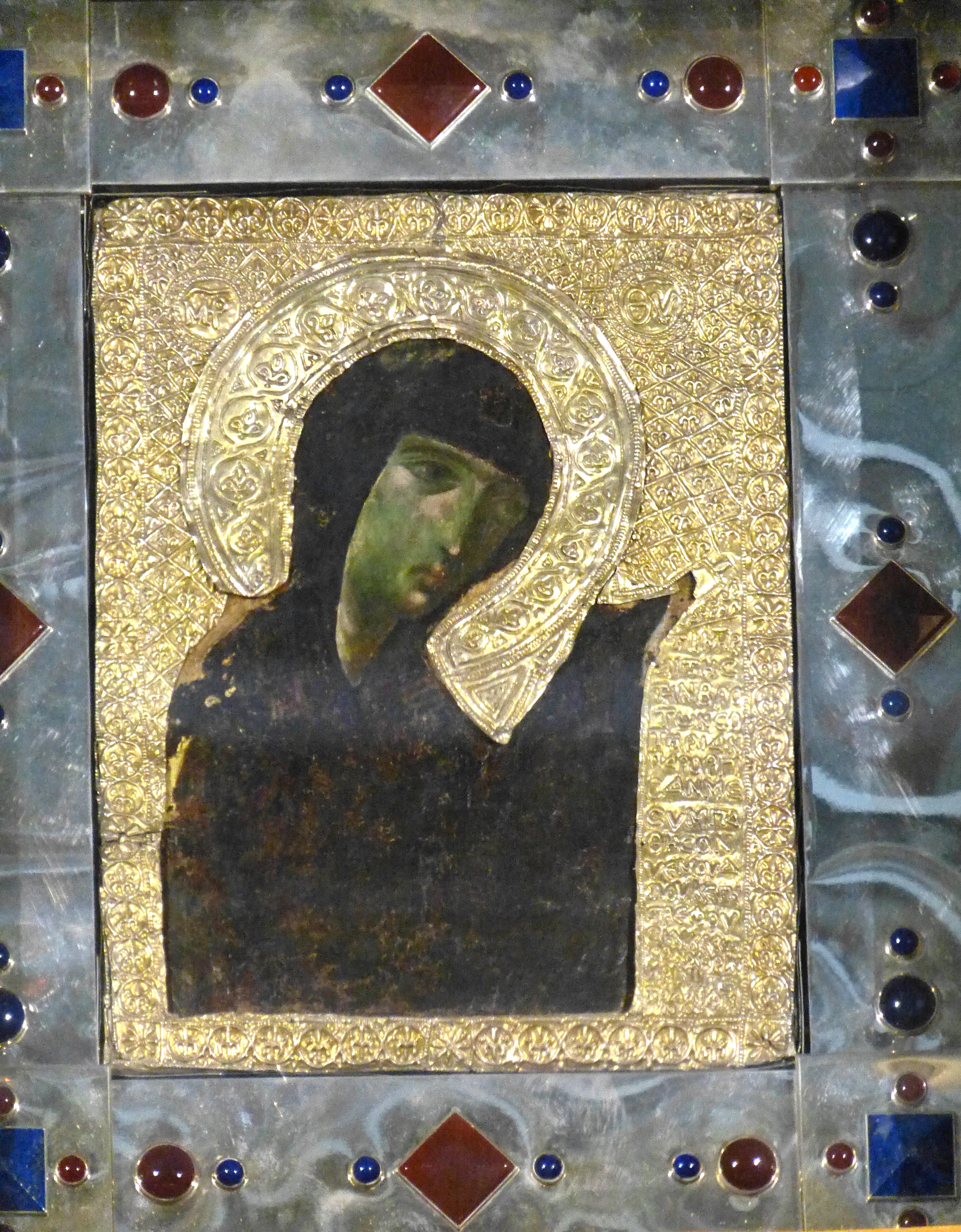
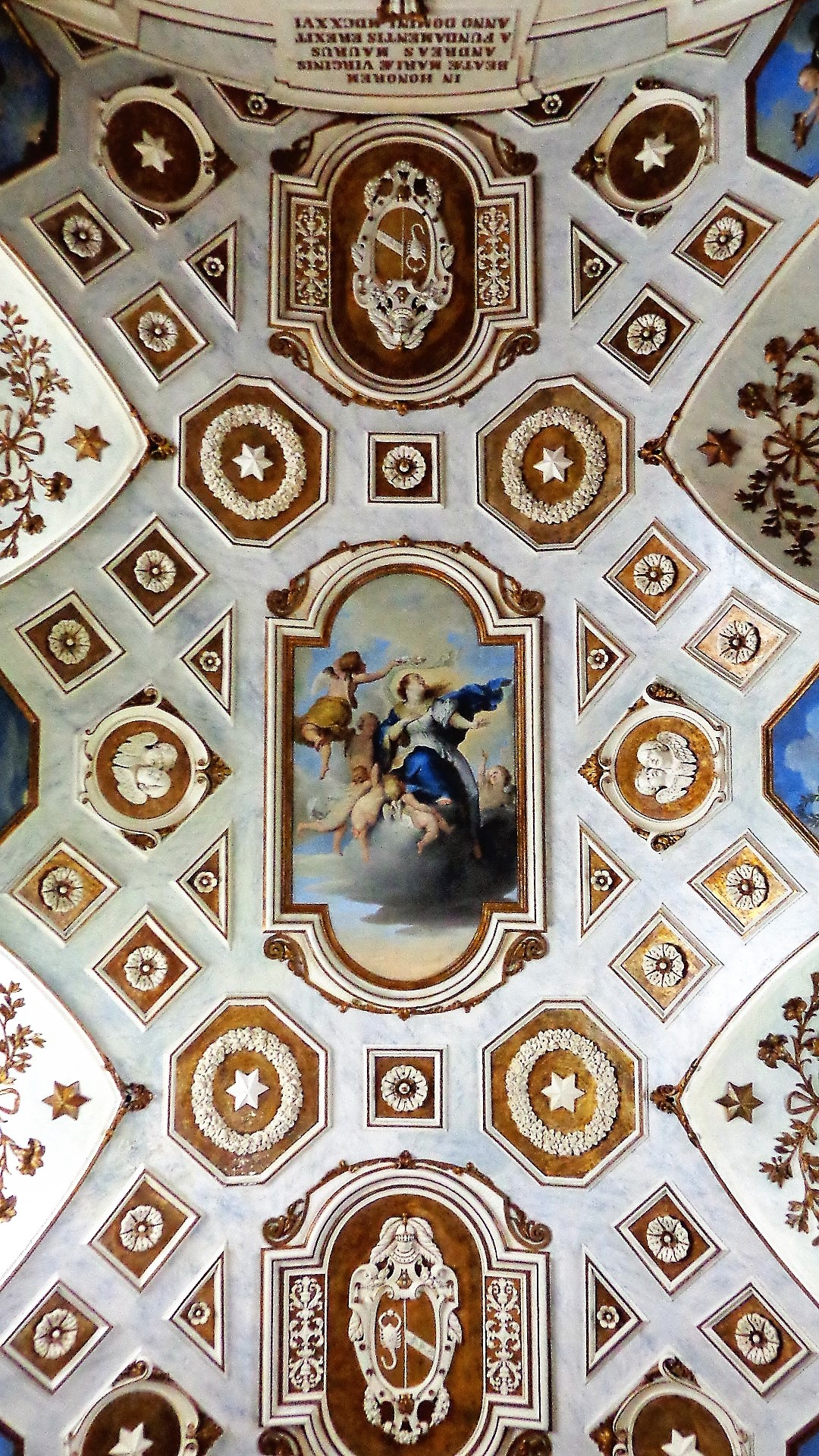
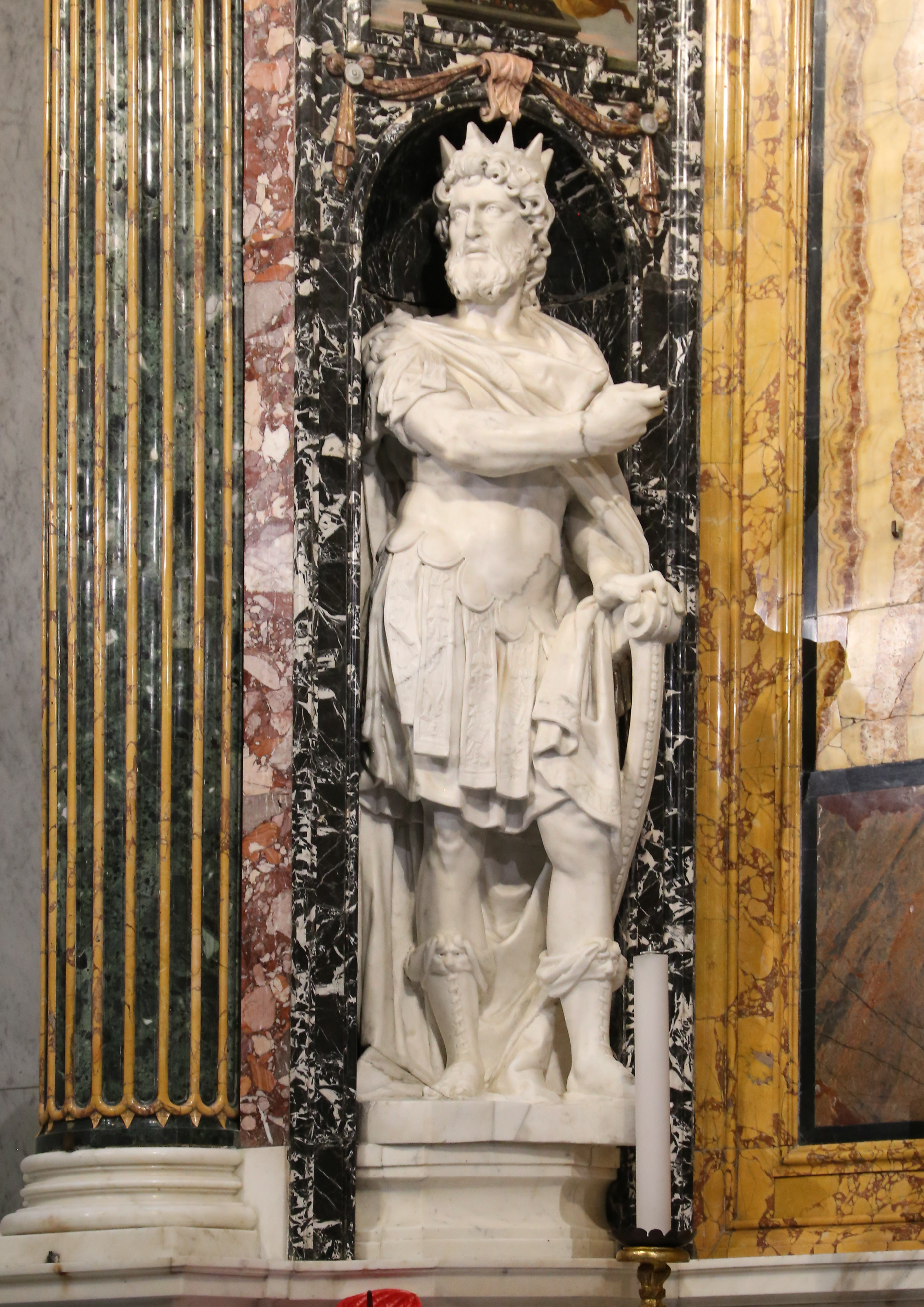
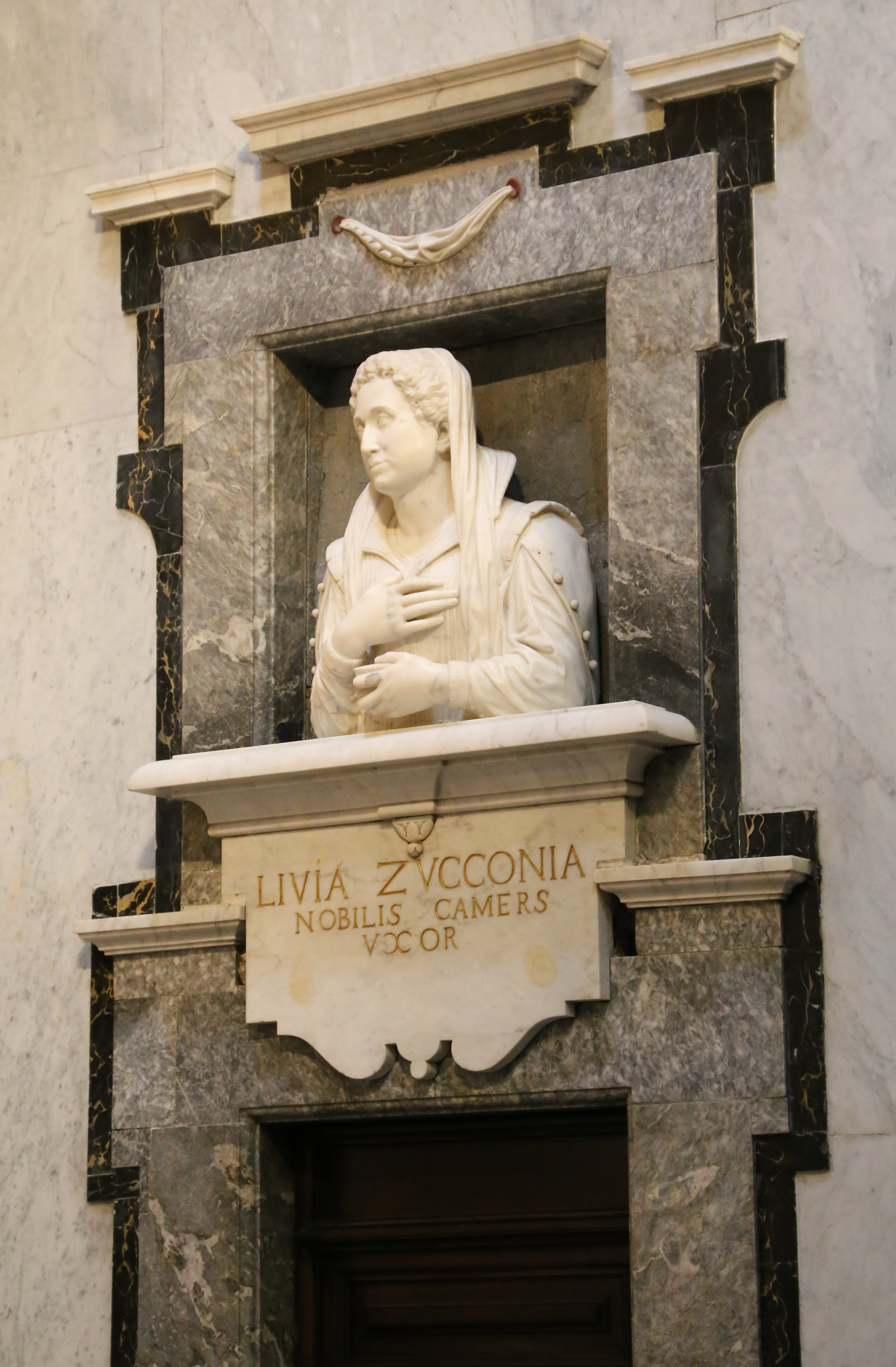
Livia Zucconi da Camerino

#### Absidiolo izquierdo
- Cappella del Santissimo Sacramento.[Fo. 15] Frescos de  Francesco Refini, estucos de Giovanni da Foligno, pinturas de Pietro Abruzzi y de  Liborio Cioccetti, tabernáculo  realizado por Francesco Giovannelli de Volterra. Salas mejoradas (1583 - 1632) con estucos, frescos, estatuas y manufacturas de varios artistas. La primera sala presenta estatuas de estuco que representan i Angeli portando los Simboli della Passione, en el sentido de las agujas del reloj respectivamente Colonna della Flagellazione, il Volto Santo o Mandylion, i Chiodi, la Canna, la Lancia, la Croce, la Corona di spine, el Sudario. Las estatuas laterales de la nave se alternan con cuatro pinturas . La bóveda está decorada con quince cuadrados pintados al fresco y adornada con rosetones de estuco y cabezas de putto. Dos ángeles delimitan el sobrealzado dejando al descubierto los bordes de un rico baldaquino sostenido por otros tantos amorcillos con querubines adoradores. Sobre los rizos del tímpano definidos por un arquitrabe de semiarco con extremos salientes, se colocan dos alegorías, un medallón actúa como estela intermedia, y cierra la perspectiva un luneto con frescos de la escena de la Natività di Gesù. En el centro, un articulado ciborio marmoreo con tabernáculo coronado por puttini y raggiera dorado que representa al Espíritu Santo o Paráclito.

Absidiolo izquierdo
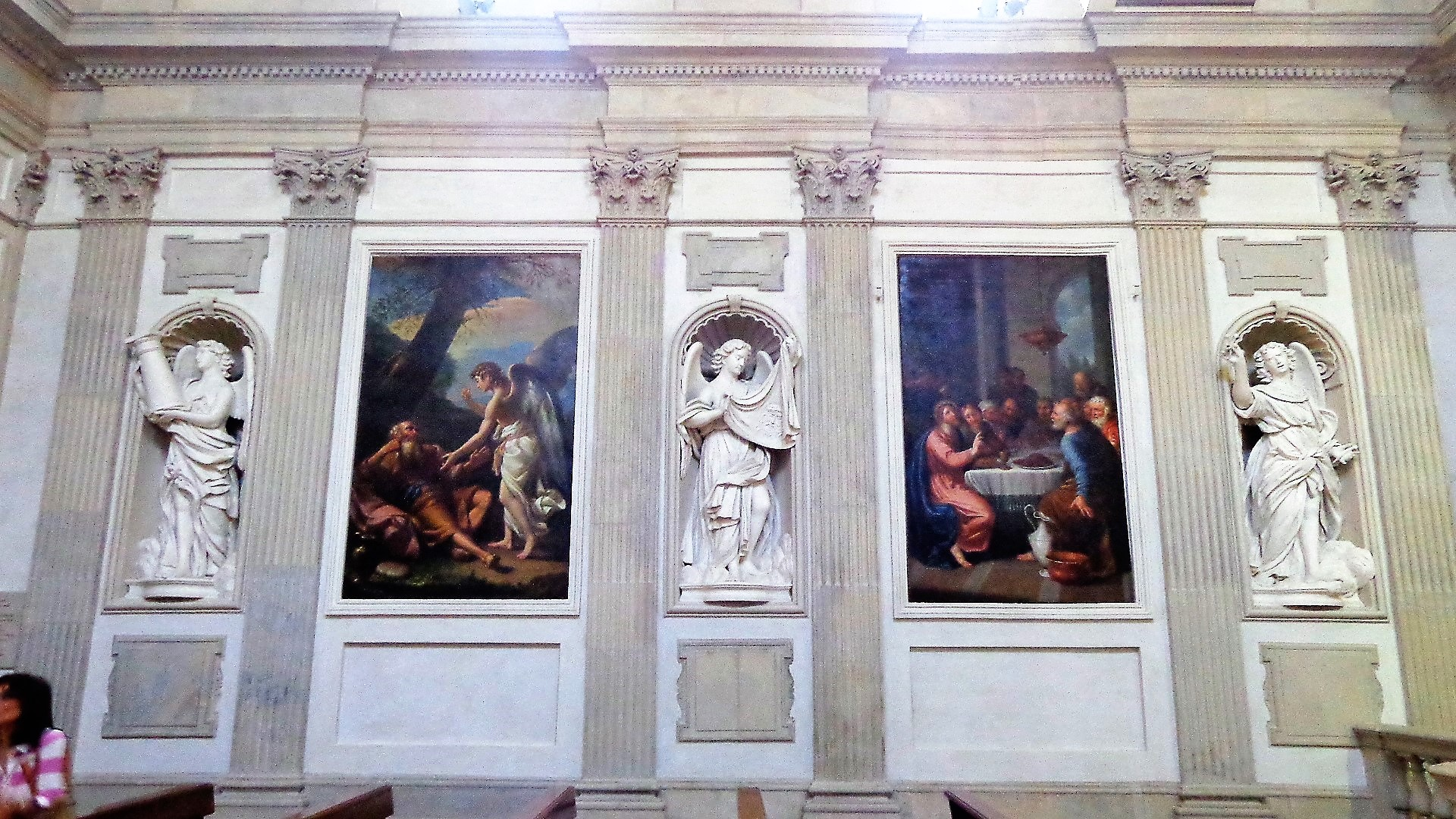
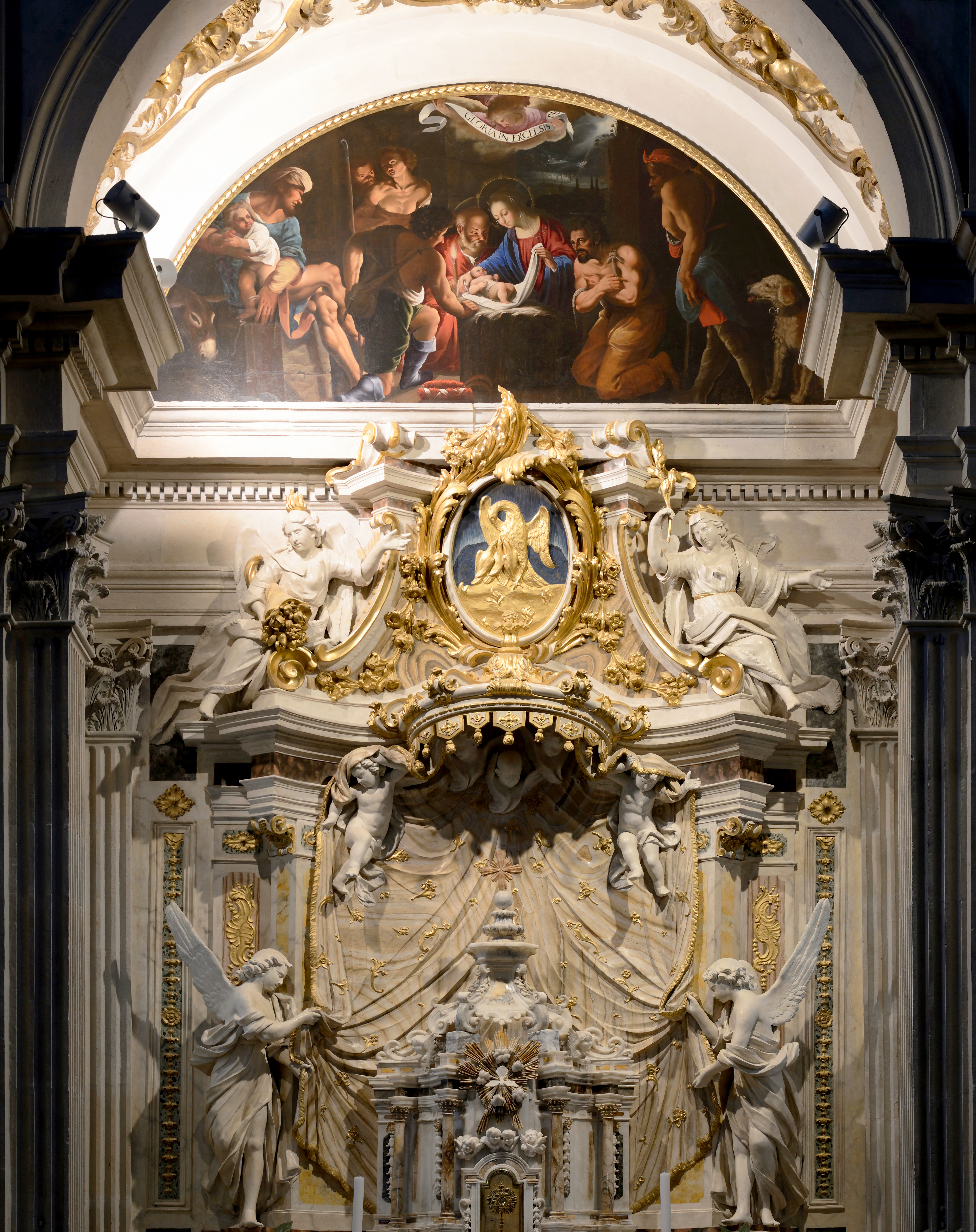
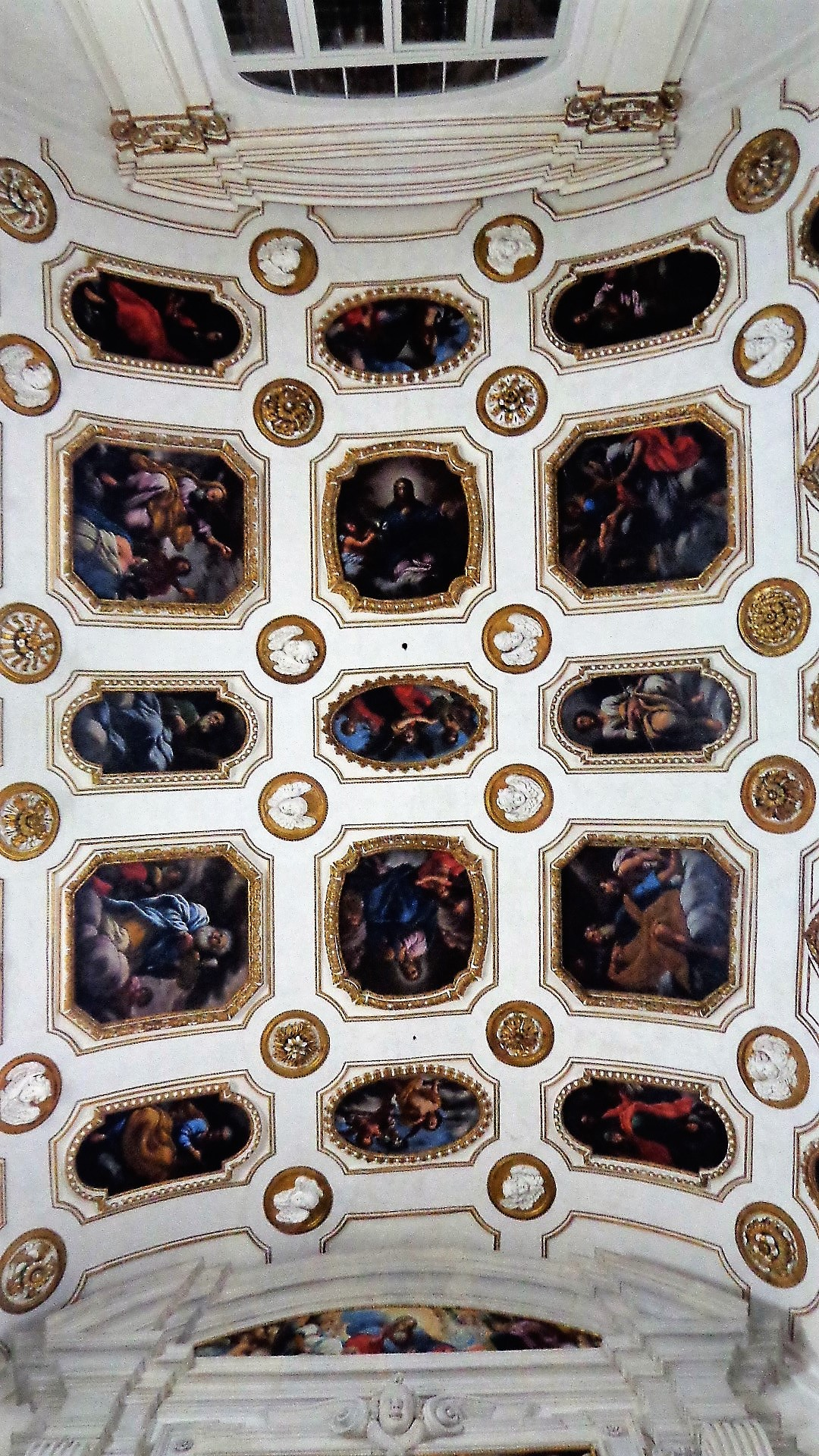
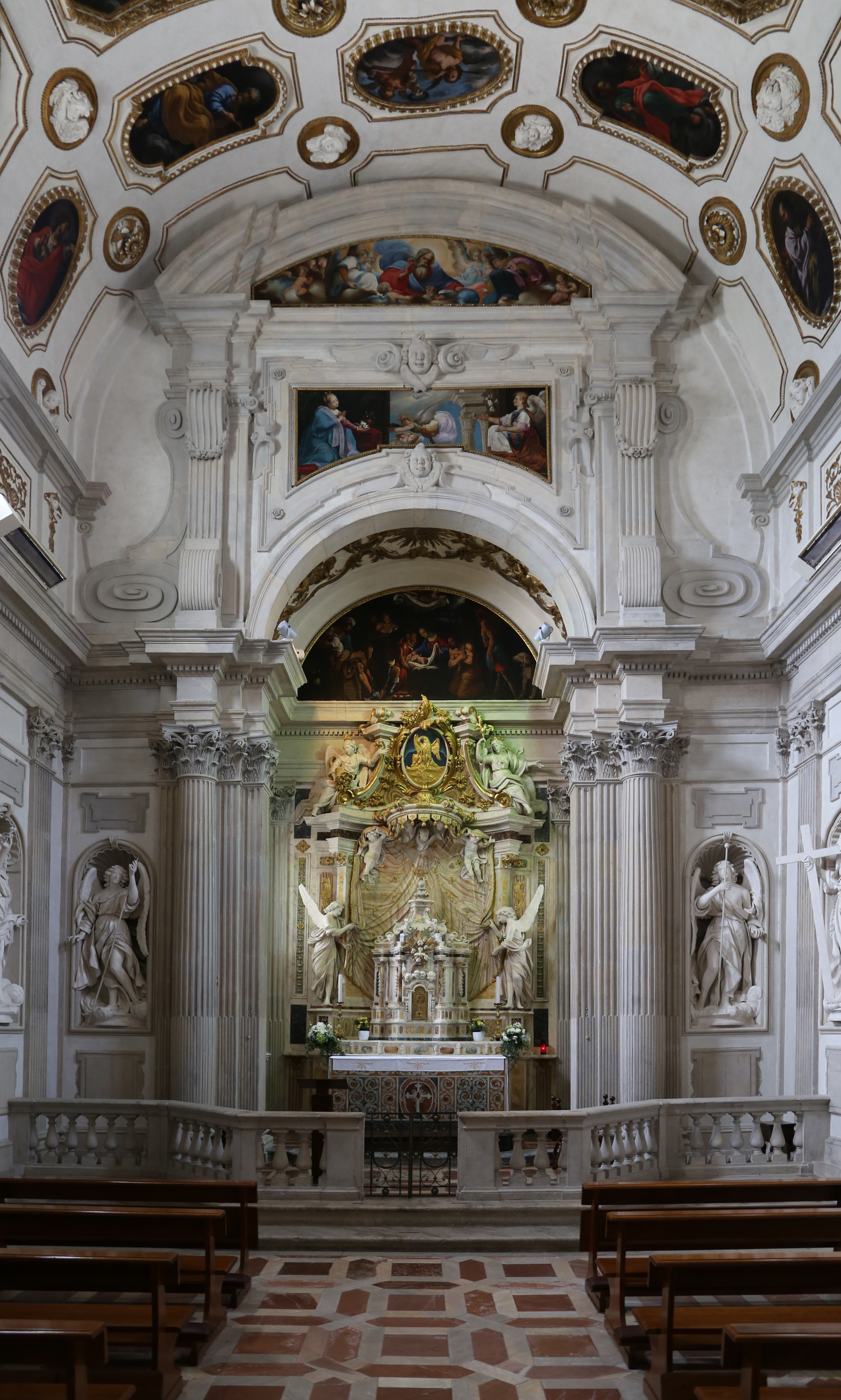
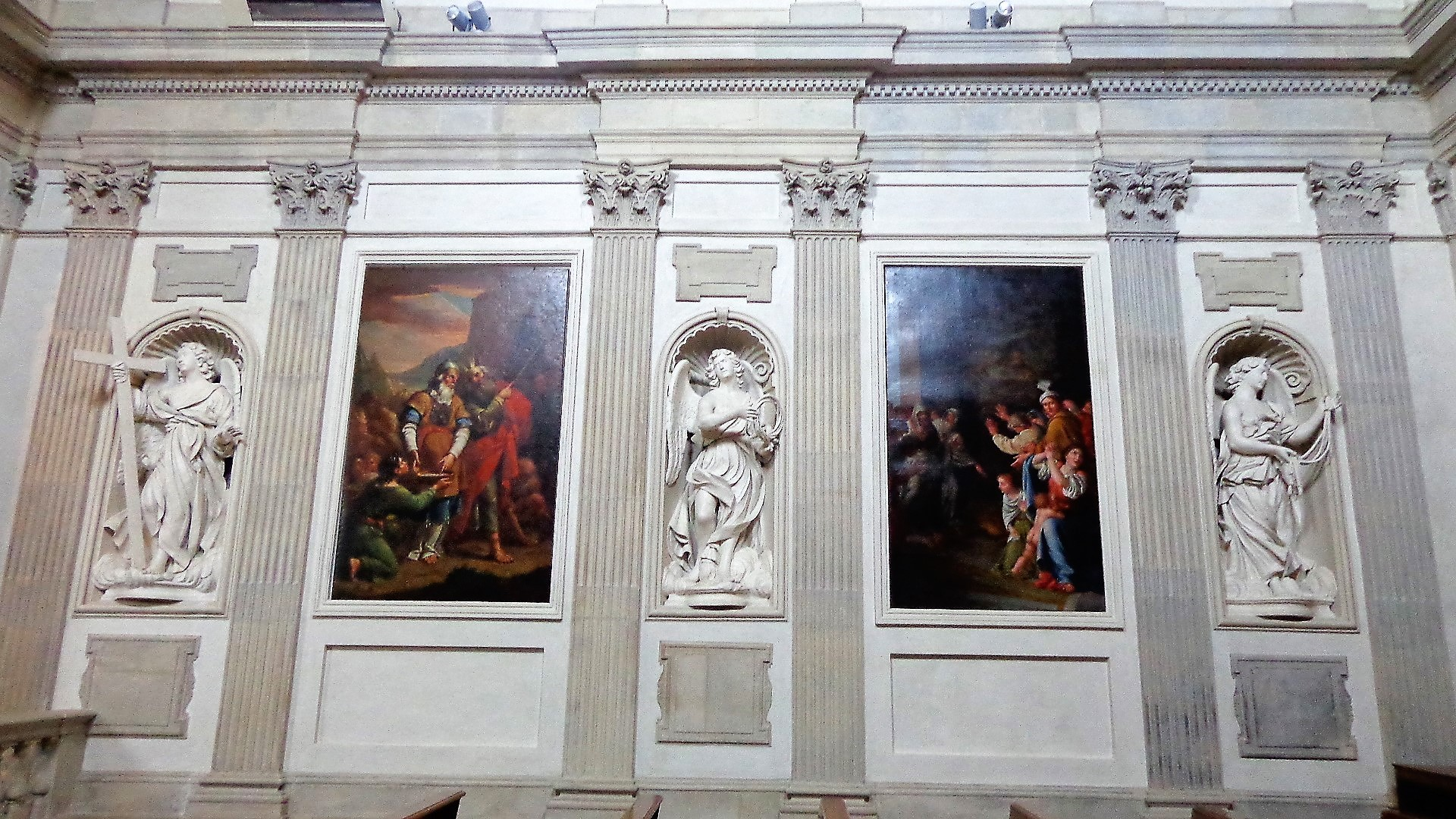

### Órganos de tubos
En el  transepto,  a los lados del ábside, hay dos coros barrocos gemelos ricamente decorados con relieves; cada uno de ellos alberga un órgano de tubos.
En el coro del brazo derecho está el órgano de tubos Tamburini opus 142,  construido en 1932; con transmisión neumática, tiene 26 registros en dos manuales y pedal. [22] Simétricamente, en el brazo izquierdo, hay un segundo instrumento, obra de la familia Fedeli y que data del siglo XVIII ; con transmisión mecánica, tiene 16 registros en un solo manual y pedal. [23]

### La cripta
La cripta de San Primiano, accesible solo desde la rectoría, data del siglo IX y es el único elemento que queda del antiguo edificio altomedieval. Tiene un techo de bóveda de cañón y conserva frescos contemporáneos que representan, quizás, Storie di san Benedetto e santa Scolastica